# 新マクロス級超長距離移民船団
新マクロス級超長距離移民船団（しんマクロスきゅうちょうちょうきょりいみんせんだん）は、アニメ「マクロスシリーズ」に登場する架空の宇宙移民船団。新マクロス級移民船団とも称する。テレビアニメ『マクロス7』、『マクロスF』の主要な舞台であり、その他の作品にもたびたび登場する。

## 概要
1982年から1983年にかけて放映された「マクロスシリーズ」の第1作『超時空要塞マクロス』の舞台となる全長約1,200メートル（m）の宇宙戦艦「マクロス」は、地球人類が入手した身長10m前後の巨人が使用するサイズの宇宙艦を改修したもので、アクシデントから乗艦することになった大勢の民間人によって艦内に市街地が築かれ、主砲を発射するために技術上の都合で偶然にも人のような形状のロボットに変形することになるという設定であった。同作品の最終話で、敵の巨人型異星人ゼントラーディとの戦いで滅亡の危機に瀕した地球人類の種としての存続を目的とした宇宙移民計画の存在が語られ、1987年に発売されたミュージックビデオ『超時空要塞マクロス Flash Back 2012』において、巨大移民船「メガロード-01」が出航する光景が描かれた。
1994年から1995年にかけて放映されたテレビアニメ『マクロス7』において、メガロード-01をはじめとするメガロード級超長距離移民船団の後継として設定されたのが、100万人規模の移民を乗せた「新マクロス級超長距離移民船団」である。作品世界において『超時空要塞マクロス』の時代からおよそ20年後となる西暦2030年より順次出航が開始され、2045年を描いた『マクロス7』の舞台となる通称「マクロス7船団」は、新マクロス級7番艦を旗艦とする、通算にして第37次超長距離移民船団という設定である。
その後もラジオドラマ『マクロス・ジェネレーション』や、コンピュータゲーム『マクロス VF-X2』といった作品でその他の船団が描かれ、2008年に放映された、作品世界における2059年を描いたテレビアニメ『マクロスF』では、従来よりもさらに巨大化し約1000万人の移民が暮らす、新マクロス級25番艦を旗艦とする第55次超長距離移民船団、通称「マクロス・フロンティア船団」が舞台となる。
『超時空要塞マクロス』の舞台となるマクロスは、ロボットに変形する艦の内部に市街地が設けられていたが、新マクロス級移民船は居住区画と戦闘区画が分割され、地球上の環境が再現された都市を内包した居住艦の前部に、バトル級可変ステルス攻撃宇宙空母がドッキングした状態で航行する。バトル級は緊急時には居住艦と分離し、強攻型と呼ばれる人型ロボット形態へのトランスフォーメーション（変形）を行う。

## 制作・デザイン
『マクロス7』原作者の河森正治は、前作『超時空要塞マクロス』におけるマクロスの全長約1.2キロメートルという設定では実際に街を入れるとなると小さかったので、それより大きな街のエリアを入れるために戦闘艦と居住艦を分割するという発想に至った。
マクロス7をはじめとする7隻の大型艦やそれを護衛する艦艇、その他の民間船は宮武一貴がデザインした。宮武は、居住区画を別にすることで「純粋な戦闘艦としてのマクロス艦」がデザイン可能になったといい、デザインテストを経てステルス艦以外は考えられないということになった。戦艦と都市の付け方に関しては、宮武と河森の最初の打ち合わせで出たのが「背中に都市を背負う」というもので、当初は商品化を想定しており、当時店頭に並んでいた「戦隊もの」に登場する巨大なロボット玩具のインパクトに対する勝算をチェックし、インパクトの強さを重視したデザインを行なった。
のちに商品化がなくなったことで、マクロス7の居住艦シティ7は戦闘艦バトル7よりもはるかに巨大になり、絵としてバトル7が見えなくならない程度、かつ住民人口の話が出てシティ7のサイズも自然に決定した。河森は、宇宙で街を見せ、かつスペースコロニーとの差別化のためにビルを突き出して見せるようにできると語り、さらに戦闘の際のカバーとして『浦島太郎』の亀のような神話的モチーフを入れて居住艦に甲羅のような蓋をつけた形のデザインを宮武に依頼したという。宮武は、シェル開閉式のドーム型としたのは帆のように見えて画面映えするという理由であると語っている。
バトル7の変形コンセプトとデザインは同時進行で、変形の過程は徹底的にシンプルなものを目指した。ステルスカットの見極めからそのまま空母の形状になり、巨大な質量ゆえに変形機構も楽に入るだろうという目算のもとでデザインし、かつステルスカットで大きく見せることの実験を行ない、形がまとまると考え二段空母とした。強攻型は和風デザインを徹底し、脚の部分は袴、艦橋（頭部）は兜をモチーフとしている。
宮武は文化の伝道者という位置づけから1艦だけでは文化の維持が難しいと考えて艦隊の設定にしたと述べており、マクロス7という名前から、都市としての機能を分担する7隻の艦で構成することになったという。
『マクロス7』に登場するマクロス5船団や、『マクロス VF-X2』に登場するマクロス13も宮武がデザインを手がけている。
河森は発想のルーツとして、自身が高校生のころにスタジオぬえへの持ち込み用に描いていた、太陽系を模した移民艦隊というコンセプトの『太陽艦隊』を挙げている。
その後、河森は『地球少女アルジュナ』（2001年放映）を制作した経験から、海や農場などの環境を独立させるよりもセットにしたほうが生態系として効率的であることを知り、それぞれの艦が独立して航行し、機能ごとに分かれているマクロス7船団の設定は実際には非効率であるということで、『マクロスF』のマクロス・フロンティア船団では山、水田、畑、海で構成された基本ユニットを繋げることで栄養や空気の循環を可能にし、生態系を連続させる設定とした。

## 設定

### 超長距離移民船団
第一次星間大戦で滅亡の危機に瀕した地球人類は、終戦後に「人類移住計画」（銀河播種計画）を発動する。宇宙の新天地を目指す移民船団が次々と旅立ち、「銀河の大航海時代」の幕が開いた。移民事業は小規模船団による短距離移民計画と、大規模船団を編成して銀河系の各方面へと向かう超長距離移民計画の2通りが並行して行われた。後者は有事の再来に備え、人類種と星間大戦の勝利の鍵となった「文化」を広域拡散（播種）することを目指していた。
超長距離移民船団はゼントラーディ軍の自動工場衛星を利用して量産された巨大移民船を中心に、新統合軍の護衛艦や民間船など大小さまざまな艦船によって構成される。メガロード級移民船などによる第1次から第30次を経て、第31次から新マクロス級移民船に切り替えられた。以後の新マクロス級移民船による移民船団は「第××次超長距離移民船団」という正式名称とは別に、旗艦となる巨大移民船にちなんで「マクロス○○船団」という通称でも呼ばれる。
船団各艦は超空間跳躍を可能にするフォールドシステムを搭載し、長距離フォールドを重ねて航行する。フォールドに費やすエネルギーは質量に比例し、巨大船の長距離フォールドには数か月分のエネルギー蓄積が必要となる。地球および各船団にはフォールド通信を利用したギャラクシー・ネットワーク（銀河ネットワーク）が構築され、情報や電子マネーのやり取りが行われているが、移動や物流は距離の壁に制約され「大航海時代にインターネットだけある」ような状態にある。さらにフォールド断層と呼ばれる時空の歪みの影響でフォールドができなかったり、通信に大幅なタイムラグが生じることもある。

### 新マクロス級移民船
新マクロス級移民船は、少なくとも25番艦まで建造されたメガロード級移民船に次ぎ、2030年に1番艦が就航した。同じ艦級でも建造時期や設計コンセプトによりドーム型、密閉コロニー型など構造は多様である。また、類似の構造であっても建造年が下るに従って、後部に接続される居住艦が著しく大型化している。
宇宙戦艦SDF-1マクロスをベースに設計・建造されたメガロード級と異なり、当初から宇宙移民艦として設計された新マクロス級では、移民者が長期航海に耐えられるよう居住環境が大幅に改善されている。メガロード級までは宇宙船内に居住施設が内包されるかたちだったため、住民の安全上、戦闘行動にある程度の制約が課されていたが、新マクロス級では居住と戦闘の機能が分割され、シティまたはアイランドと呼ばれる都市型移民居住艦の前部に超大型可変万能ステルス宇宙攻撃空母（バトル級可変ステルス攻撃宇宙空母）がドッキングする方式となった。巡航時のドッキング状態ではバトル級の主反応炉を起動動力源（キックモーター）にして接合部分のエネルギープラントで船全体の推力を生成する。
マクロス7やマクロス・フロンティアのようなドーム型船では艦体上半分に市街地区画がある。住民の精神安定と文化的多様性の維持を目的に、星間大戦で失われる前の地球環境を再現した船団も存在する。上空は透明ドームに包まれており、人工的に気象制御が行われる。その上部を覆う巨大な貝殻のような天蓋（防護シェル）は巡航時には開放され、内面にホログラフィック映像で地球の気象（昼夜や晴雨）が再現される。戦闘時には防護シェルの閉鎖（シェルダウン）で居住区の安全が守られる。船体下半分の地下には居住区や工業区、宇宙船の修理ドック、推進部などが複雑に入り組んでおり、長い航海の間に閉鎖・放棄される区画も少なくない。
旅の終わりに大気や水資源に恵まれた惑星もしくは環境改良が可能である惑星が見つかれば、居住艦は湖や海に着水し、そのまま開拓事業の拠点都市として機能することになる。

#### バトル級可変ステルス攻撃宇宙空母
超長距離移民船団護衛艦隊の総旗艦・総司令部であり、全長1,500メートルを超える超大型攻撃宇宙空母である。名称は各移民船団名にちなみ「バトル○○」と通称で呼ばれ、マクロス7では「Big-M」とも呼ばれる。基本的な構造はどのバトル級も同一であるが、後年の同級はやや大型化の傾向があり、各移民船団によって細かい意匠や配色に差異がみられる。
メガロード級ではいったん廃止された強攻型（人型）への変形機構であるトランスフォーメーション機能を有しており、外敵に護衛艦隊の防衛網が破られるような緊急事態では居住艦から分離・出撃する。同艦はステルス効果のために全火器が収納されており、近接攻撃モードである強攻型へ変形することで、それらがすべて使用可能になる。このクラスは戦闘時にバトル級がシティ艦から分離して活動するため、住民への気兼ねなく戦術戦闘手段として変形を活用できる。変形プロセスは単純化され、無防備となる時間も著しく短縮されている。飛行甲板前部が両腕、後部が両脚として伸張、ブリッジ部が頭部となる。
艦首下部（バルバス・バウ）にあたる位置に、本級最大火力の武器である「マクロス・キャノン」に変形するガンシップがドッキングしている。ガンシップはトランスフォーメーションの際は分離し、強攻型の肩部、または右手に握られ、主砲としての火力を発揮する。連射も可能。ガン・シップ単独でも分離後に行動して発砲も可能だが、その際の威力は低下し、連射は不可能となっている。マクロス・フロンティア船団の旗艦バトル・フロンティアは、攻撃空母型のまま主砲が発射可能で、開放式のため広域砲撃も可能である。そのほかにも副砲や対空砲、艦載機などを多数搭載している。
『マクロス VF-X2』に登場するバトル13、『劇場版マクロスΔ 絶対LIVE!!!!!!』に登場するバトル・アストレアのように、シティ艦をともなわない戦闘用に改造されたバトル級も存在する。

### 船団内の社会
移民艦の規模にもよるが、船団の総人口は数十万人から1千万人に達する。構成員は一般市民のほかに生産・整備・娯楽などの従業者、自治政府職員、新統合軍関係者などさまざまで、スラム住民や不法滞在者なども含まれる。地球人、マイクローン化したゼントラーディ人、ゾラ人、これらの混血者などが暮らす多人種社会であり、言語もマルチリンガル化している。行政は地球の新統合政府の統治下にあるが、それぞれの船団に高度な自治権が認められており、独自通貨も流通するなど、旧世界における地域国家・都市国家のような半ば独立国家に近い形態にあり、採用している元首も船団ごとに市長制・大統領制と異なっている。船団の運営にはスポンサーの星間巨大企業体の意向も反映される。
各船団は必要物資を自給できるよう大規模な生産施設を備えており、可変戦闘機などの主力艦載兵器も地球や移民惑星または他の船団から送られた開発データをもとにライセンス生産している。外貨獲得のため観光や宇宙資源の輸出を行い、船団間の交通には民間の星間連絡船が活躍する。
移民船は基本的に居住可能な惑星に着くまでの「仮住まい」であるが、マクロス9船団が旅立って以降は目的地に辿り着けなければ永続的に航行してもよいという選択肢が考えられるようになった。その結果、社会構造も環境重視型のマクロス・フロンティア船団とハイテクノロジー重視型のマクロス・ギャラクシー船団のように、船団ごとに思想が分かれるようになった。それゆえ、思想の分割は各船団間での外交上の対立や抗争などが発生する危険性を孕むことになり、2059年には宇宙生物バジュラとの遭遇をきっかけに、フロンティア船団とギャラクシー船団とのあいだで移民船団同士の紛争が勃発する。

## 船団一覧
『マクロスF』の初期アバンタイトルで描かれた、移民船団航路図などをもとに記述。
| 艦種記号・艦番号 | 旗艦（通称）                          | 出発年 | 出発地     | 到達地・おもな出来事・備考                                                                                       | おもな登場作品                                                                            |
| ---------------- | ------------------------------------- | ------ | ---------- | --- | ----------------------------------------------------------------------------------------- |
| NMCV-001         | マクロス1                             | 2030年 | 地球       | | 『マクロス7』（設定・映像のみ）                                                           |
| NMCV-003         | マクロス3                             |        | 地球       | 2040年、惑星エデン3に移民完了                                                                                    | 『マクロス VF-X2』（設定のみ）                                                            |
|                  | マクロス4                             |        | 地球       | 2033年、惑星セフィーラを環境改良し入植                                                                           | 『マクロス VF-X2』（設定のみ）                                                            |
| NMCV-005         | マクロス5                             |        | 地球       | 2045年、惑星ラクスへ到着後、バロータ軍の襲撃により壊滅                                                           | 『マクロス7』                                                                             |
| NMCV-006         | マクロス6                             |        | 惑星エデン | | 『マクロスF』（航路図のみ）                                                               |
| NMCV-007         | マクロス7                             | 2038年 | 地球       | 2045年から2046年にかけてプロトデビルンと交戦（バロータ戦役）                                                     | 『マクロス7』関連作品                                                                     |
| NMCV-009         | マクロス9                             |        | 惑星エデン | | 『マクロス・ジェネレーション』                                                            |
| NMCV-011         | マクロス11                            |        | 惑星エデン | | 『マクロス ダイナマイト7』（設定のみ） 『マクロスF』                                      |
|                  | マクロス13                            |        |            | 2051年、ビンディランスと交戦 （ビンディランス所属ルート選択時）                                                  | 『マクロス VF-X2』 小説『マクロスフロンティア』 小説『劇場版マクロスF』                   |
| NMCV-014         | マクロス14                            |        | 惑星エデン | | 『マクロスF』（航路図のみ）                                                               |
| NMCV-015         | マクロス15                            |        | 惑星エデン | | 『マクロスF』（航路図のみ）                                                               |
| NMCV-017         | マクロス17                            |        | 惑星エデン | | 『マクロスF』（航路図のみ） 『劇場版 マクロスF 恋離飛翼〜サヨナラノツバサ〜』（設定のみ） |
| NMCV-020         | マクロス20                            |        | 惑星エデン | | 『マクロスF』（航路図のみ）                                                               |
| NMCV-021         | マクロス21 （マクロス・ギャラクシー） |        | 惑星エデン | 2059年、通信途絶 テレビ版では実際には健在、マクロス・フロンティア船団と交戦 劇場版ではバジュラとの交戦により壊滅 | 『マクロスF』関連作品 『マクロス・ザ・ライド』                                            |
| NMCV-023         | マクロス23                            |        | 惑星エデン | | 『マクロスF』（航路図のみ） 『劇場版 マクロスF 恋離飛翼〜サヨナラノツバサ〜』（設定のみ） |
| NMCV-025         | マクロス25 （マクロス・フロンティア） | 2041年 | 地球       | 2059年、バジュラと遭遇（バジュラ戦役） 同年バジュラ本星へ到着・入植                                              | 『マクロスF』関連作品 『マクロス・ザ・ライド』                                            |
|                  | マクロス29 （マクロス・ツーナイン）   |        | 地球       | 2062年、ネオ・ゼントラン過激派が蜂起                                                                             | 『マクロス ザ・ミュージカルチャー』                                                       |

## マクロス1船団
新マクロス級1番艦を中心に編成された超長距離移民船団。2030年に地球を出発した。
マクロス1
船団総旗艦。のちのマクロス5やマクロス7と異なり、シティ艦はシティを覆う防護シェルを持たない構造である。映像には同じ画面に4隻の新マクロス級が描かれている。

## マクロス3船団
設定上、PlayStation用ゲーム『マクロス VF-X2』に登場するティモシー・ダルダントンが、かつて護衛部隊「ブラック・レイ」の隊長を務めていたことになっている。2040年、惑星エデン3への移民が完了。

## マクロス4船団
PlayStation用ゲーム『マクロス VF-X2』において設定上登場する。2033年に惑星セフィーラを環境改良して入植。

## マクロス5船団
新マクロス級5番艦を旗艦とする、第35次超長距離移民船団。マイクローン化したゼントラーディ人のみで構成される船団。マクロス5および船団護衛艦隊の艦艇はゼントラーディ系技術を活用するゼネラル・ギャラクシー社および傘下企業が建造したため、ゼントラーディ特有の曲線的デザインや緑系の配色がみられる。
2045年9月に移民可能な惑星を発見、惑星ラクスと命名し入植を開始し、マクロス7船団をラクスに招待する。しかし、マクロス7船団到着前にバロータ軍の攻撃に遭い、惑星ラクス海上でマクロス5の市民は居住艦ごと拉致され、残されたバトル5以下マクロス5船団所属の艦艇は撃沈され壊滅する。さらに、交戦したマクロス5に所属する統合軍兵士の多くはプロトデビルンによりマインドコントロールされバロータ軍の兵士とされる。また、居住艦の住人はプロトデビルンによりカプセルに閉じ込められスピリチアファーム・プロジェクトに利用される。その後、マインドコントロールされた兵士や市民はマクロス7船団によって救出される。

### 構成
マクロス5
マクロス5船団総旗艦。ゼントラーディ系特有の深緑色を基調とする配色と有機的な意匠が施され、シティ艦内部は大型団地のようなシンプルな建造物が立ち並ぶ。前部にはマクロス5移民船団護衛艦隊総旗艦・総司令部であるバトル級5番艦「バトル5」が接続されている。画面上に少なくとも3隻の同型艦が描かれている。
工場艦
マクロス7船団の工場艦スリースターと同型の艦。
ネオ ノプティ バガニス bis
第一次星間大戦でブリタイ・クリダニクの乗艦として知られたノプティ・バガニス級艦隊指揮艦を、地球技術を導入して改良したもの。本来の曲面的フォルムに平面的なステルスラインが混じっており、ブリッジとアンテナが増設されている。
ステルスフリゲート ゼントラン仕様
ノーザンプトン級ステルスフリゲートと性能面では同一。曲線的デザインとブリッジ後部のアンテナが特徴。偵察型や早期警戒型が存在する。

## マクロス7船団
新マクロス級7番艦を旗艦とする、通算第37次超長距離移民船団。2038年に地球を出発し、銀河系中心方面へ向かう。
船団には旗艦マクロス7のほかに研究、生産、レジャーなどの専門施設をもつ大型艦6隻が随行する。各艦はホログラムハイウェイ（ミルキーロード）で結ばれ、自家用車（簡易宇宙船）で自由に往来でき、総体的に大都市としての機能を持つ。その他の小型船、護衛の宇宙戦艦、宇宙空母、フリゲートなどの統合軍艦艇も含めると船団規模は約1,000隻、総人口は100万人以上に達する。
2045年、プロトデビルンに率いられたバロータ軍と遭遇し交戦状態に入る。

### マクロス7
旗艦マクロス7は都市型移民居住艦「シティ7」とバトル級7番艦「バトル7」を合わせて全長約7,770メートル、出発時の全備質量7,770,000,000トン。船団長・護衛艦隊総司令およびバトル7艦長は第一次星間大戦時の撃墜王マクシミリアン・ジーナス（通称マックス）、副長はミリア・ファリーナ・ジーナス。ミリアはのちに退役し、シティ7市長選挙に当選する。バトル7は新統合軍、シティ7は行政（市庁）の管轄下に分かれ、それぞれマックス艦長とミリア市長が最高責任者に就いている。また、オブザーバーとしてバトル7の艦橋にエキセドル・フォルモが乗艦している。

#### シティ7
マクロス7の本体である超巨大都市型移民居住艦。バトル7とはエネルギープラントを介して合体する。全長は約6,210メートル（エネルギープラント約800メートルを含む）。居住区には2045年時点で約35万人の民間人が暮らす。
市街地には高層ビル群や、20世紀に存在した世界各地の名所を模した建築物が雑多に立ち並ぶ「20世紀メモリアル区画」があり、商業施設、住宅地、緑化地区や人工湖なども整備され、地球と変わらない日常生活が営まれている。透明ドーム面には市民の移動手段としてチューブ式リニアモーター交通システム「星の手線」が縦横に走る。後部に付属するサブドームの内部は温室となっており、森林が再現され「植物プラント」と呼ばれる。左舷には「アクショ」と呼ばれる区画が出島のように張り出しており、無許可でドッキングポートを占拠し、シティ7からライフラインを引き込んでいる。正式に船団登録していない治外法権区で、治安は悪いが物価が安いため『マクロス7』の主人公熱気バサラのようなアーティストなどが住みついている。底部にはバトル7サイズの艦2隻を収容し、修復が可能な真空ドックが設けられている。
シティ7の運営は新統合軍から独立し、ミリア市長以下シティオフィスの管轄下にある。市長の特別許可がないかぎり、軍といえどシティ内への作戦出動は認められない。平時の治安維持は市警察（シティポリス）が担当し、「パトロイド」と呼ばれる特殊可変メカを使用している。しかし、バロータ軍兵器の侵入には対処しきれないため、ミリア市長の一存により、ガムリン・木崎大尉率いるダイアモンドフォース隊が直属防衛隊として配備される。

#### バトル7
シティ7の先端にドッキングしているバトル級7番艦で、マクロス7移民船団護衛艦隊の総旗艦・総司令部である。全長約1,510メートル、全備質量約7,770,000トン。 
2段式の飛行甲板を持ち、艦載機VF-11 サンダーボルト、VF-17 ナイトメアなどを多数搭載する。のちに当時の最新鋭機であるVF-19 エクスカリバー、VF-22 シュトゥルムフォーゲルIIが配備される。艦橋前部にはダイアモンドフォース、エメラルドフォースなどの精鋭部隊を緊急射出する電磁カタパルト3基と、サウンドフォース用サウンドブースターの格納庫がある。また、単独でも戦闘ができるよう、対空砲やミサイルなども充実している。
艦隊戦などの緊急時には通常の空母モードから人型ロボット形態（強攻型、通称「BIG-M」）へトランスフォーメーションを行う。これによりステルス効果のために内蔵されていた全火器が使用可能となり、肩に位置する部分に中口径の2連装砲が姿を現す。さらに艦底に接合している砲艦「ガン・シップ」を右手に握り、超大口径ビーム砲「マクロス・キャノン」として使用する。最大威力時や連射時には伝導管を通じてバトル7本体からエネルギー供給を受ける。
対プロトデビルン最終戦（『マクロス7』第48 - 49話）でバトル7、ガン・シップともに大破。『マクロス ダイナマイト7』の時点（2047年）ではシティ7下部の真空ドックで修理中。
小説『劇場版マクロスF（下）サヨナラノツバサ』では、バジュラ本星におけるバジュラクイーンとの戦闘で、S.M.Sからの要請を受けてフロンティア船団のために援護に駆けつける。

### その他の構成（7船団）

#### 大型艦
シティ7以外にも、役割に応じた個性的な形状の移民居住艦が随行している。また、シティ7に対するバトル7と同様、各艦には新統合軍の護衛空母が接続されており、移民居住艦の制御や防衛を行っている。
アインシュタイン
最先端の科学技術を研究する研究実験艦で、ピラミッド状の艦体が特徴。科学者やその家族約5万人が暮らす学園都市でもある。エキセドルが惑星ラクスで発見されたプロトカルチャー遺跡の分析を行う。巡航時は護衛空母ケフラヴィークがドッキングしている。
全長約3,000メートル、質量約225,000,000トン。乗員約5万人。
サニーフラワー
食料となる農作物や家畜を生産する農業艦。艦体はその名のとおりヒマワリの花に似ている。巡航時は護衛空母グァンタナモがドッキングしている。
全長約4,850メートル、質量約3,200,000,000トン。乗員約15万人。
スリースター
大型反応炉を中心に工業施設が集まるコンビナート艦。日用品から戦艦まであらゆる工業品を生産する。艦尾から伸びる吹流しの放熱フィルムは全長1,500メートル。巡航時はフリゲート艦がドッキングしている。
全長約5,500メートル、質量約5,950,000,000トン。乗員約15万人。
ハリウッド
アトラクションなど娯楽施設のほか、映画撮影スタジオもあるアミューズメント施設艦。球体の艦体表面はフェイズドアレイアンテナで覆われ、銀河ネットワークの情報中継基地となっている。また、軍の情報管制艦としての機能も持つ。巡航時は護衛空母ブランプトンがドッキングしている。
全長約3,500メートル、質量、約530,000,000トン。乗員約5万人。
リビエラ
艦内に直径3,600mの人工の海がある海洋艦。本来は魚介類の養殖・研究用施設だが、情緒たっぷりの景観から一部が会員制高級マリンリゾートとして利用されている。そのため「リゾート艦」と呼ばれることが多い。艦体は巻貝ハリナガリンボウをモチーフにした形状で、下面に突き出た深海研究用タワーは深度2,200mに達する。巡航時は護衛空母浦賀がドッキングしている。
全長約6,300メートル、質量約10,700,000,000トン。乗員10万人。
ビギンヒル
新統合軍のウェストポイント級支援母艦。艦内に可変戦闘機用の演習フィールドなどの施設を持つ。巡航時は護衛空母アバディーンがドッキングしている。テレビシリーズ本編ではほとんどその存在に触れられることはないが、漫画『マクロス ダイナマイト7 ミレーヌビート』ではバートン大佐らが推し進める「プロジェクトE」の重要拠点となる。
全長約3,500メートル、質量約3,315,000,000トン。

#### 新統合軍艦
グァンタナモ級宇宙空母
CV-299 グァンタナモ（サニーフラワーの護衛艦）、CV/ARMD-362 舞鶴、CV-375 モモイなど。配備数は計45隻。
ウラガ級護衛宇宙空母
CV-404 浦賀（リビエラの護衛艦）、CV-406 ブランプトン（ハリウッドの護衛艦）、CV-412 アバディーン（ビギンヒルの護衛艦）、CV-417 ケフラヴィーク（アインシュタインの護衛艦）、CV-565 サラトガIIなど。配備数は計20隻。
ノーザンプトン級ステルスフリゲート
ブルーノーズ、ボロネーゼ（001、003、005、006）、カーラ009、ルーシー、スターゲイザーなど。配備数は計120隻。スターゲイザーはマックス艦長自ら出陣する氷の惑星突入作戦に投入され、作戦名も「オペレーション・スターゲイザー」と呼ばれるが、同艦は作戦中に撃沈される。
艦載機は戦闘機1,800、攻撃機600、爆撃機9、電子作戦機120、貨物機60、連絡機100。

#### 民間船
マーク・トウェイン号
20世紀のミシシッピー川の外輪蒸気船を模した遊覧船。熱帯植物園やプールなどの施設もある。全長約300m。
武道艦
五角形の巨大コンサートホール船。『マクロス ダイナマイト7』オープニングフィルムでFire Bomberがライブを行う。ステージはホール中心に浮遊している。
ヘブン
サイドストーリー的漫画『マクロス7 トラッシュ』に登場する。墓地や各宗派の施設が集められた艦で、「幽霊船」と陰口を言われることもある。艦体は十字架に似た形で、緑豊かな艦内には居住区もある。中央（シティ7）から離れた場所柄ゆえ、わけありな住人が多いという。

## マクロス9船団
惑星エデン発の新マクロス級としては9番目の超長距離移民船団。ラジオドラマ『マクロス・ジェネレーション』の舞台となる。マクロス9は閉鎖系バイオプラントを導入し、以前の船団に比べ環境維持能力が向上している。これ以後の船団は地球と同等の完全に自立した生態系を維持できるようになっている。
小太刀右京の小説『マクロス・ザ・ライド』の主人公、チェルシー・スカーレットが、同船団のクロムレック・ドームでコンサートを行ったとされている。

## マクロス11船団
惑星エデン発。シリーズ作中に名称や設定のみ存在していたが、『マクロスF』第25話に2カットのみ登場する。マクロス7と同型のバトル級11番艦「バトル11」と、それとドッキングしたマクロス7と同型の居住艦に、後方にはフロンティアと同型の環境艦や居住艦、『マクロス7』にも登場したスリースターの同型艦など多数の随伴艦が描かれている。バイオプラントの本格的な導入やシティ艦の大型化への過渡期の形態と思われる。エネルギーを吸収して航行するための羽のようなユニットが特徴。
- 『マクロス ダイナマイト7』では劇中のラジオドラマ「ゾミオとゾリエット」の主人公ゾミオの故郷。
- CD『マクロス7 ENGLISH FIRE!』ではFire Bomberのコピーバンド「Fire Bomber American」の出身船団。
- 小説『マクロスフロンティア』ではギャラクシー船団に次いでフロンティア船団に近い船団と説明される。
- 小説『劇場版マクロスF（下） サヨナラノツバサ』ではバジュラ本星での決戦にバトル11が駆けつけるが、クイーン・フロンティアの砲撃によって機関部をやられて航行不能になる。

CV-424 アカヴァス
『ヴァリアブルファイター・マスターファイル VF-25 メサイア 新たなる救世主』に記述されている、マクロス11移民船団護衛艦隊の第1空母。フロンティア、オリンピア船団に次いで西暦2060年頃にVF-25を導入したとされている。

## マクロス13船団
PlayStation用ゲーム『マクロス VF-X2』において、主人公が地方分権主義の組織「ビンディランス」に所属するルートを選んだ場合、統合政府の地球至上主義派「ラクテンス」の切り札として「バトル13」が登場する。アクティブステルス技術の進化により、従来の直線的デザインからやや複雑な形状に変化している。最後はビンディランスの艦隊により撃沈される。ムービーでは、バトル13の後方に各環境艦や付属艦が放射状に接続されている居住艦も描かれている。
小説『マクロスフロンティア Vol.4』では、「13」という忌み数のため正規の船団には加えられない「存在しない船団」とされている。2059年、マクロス13が極秘で地球直衛任務にあたり、地球を襲ったバジュラを撃退する。艦長はかつてSDF-1 マクロスのブリッジオペレーターだったキム・キャビロフ中将。
小説『劇場版マクロスF（下）サヨナラノツバサ』でもキャビロフ提督が同艦で指揮を執り、バジュラ本星におけるバジュラクイーンとの戦闘で、S.M.Sからの要請を受けてフロンティア船団のために地球から援護に駆けつける。

## マクロス17船団
惑星エデンから出発した船団。『劇場版マクロスF 恋離飛翼 〜サヨナラノツバサ〜』ではサンドブラウン系の迷彩が施され、ARMD-L（飛行甲板部）に「17」と書かれたマクロス・クォーター級が登場し、船体ナンバーからマクロス17船団所属艦とされている。

## マクロス・ギャラクシー船団
惑星エデン発の新マクロス級としては21番目となる第51次超長距離移民船団。
循環システムに密閉式ケミカルプラントを採用する第4世代型巨大移民船団である。民間企業・ゼネラル・ギャラクシー社がスポンサー企業となって主導する移民船団であり、全銀河でもトップレベルの技術力を有する。ハイテクノロジー重視思考で徹底的な資本主義体制が敷かれており、省力化・自動化が極度に進んだ結果、失業率が高く、一部はスラム化している。メインランドをはじめとした船団を構成する艦船は、バトル・ギャラクシーを除き他船団では見られない独自のものとなっている。
船団独自にインプラントやサイバネティックスなど人間を半機械化する技術を開発。その合法化を巡り推進派と反対派が対立し、一度は合法化の法案が否決されたものの、推進派がテロ行為などで巻き返し勝利したことで社会全体が電脳化された。インプラント化した市民は現実と仮想が重なり合った環境で暮らし、ただの広場が仮想環境を重ねることで公園になり、合成食品が味覚をコントロールすることで美味な食事になる。他方、非インプラントの生身の人間はあらゆる面で過酷な生活を強いられる。『マクロス・ザ・ライド』では、他の船団から来訪した生身の人間はゴーグルを身につけることで拡張現実としてインプラント・ネットワークの一部を利用できるとされている。
「銀河の妖精」ことトップアイドルのシェリル・ノームは同船団の出身者。2059年、シェリルがコンサートツアーのため近隣宙域を航行中のマクロス・フロンティア船団を訪れているあいだに、ギャラクシー船団はバジュラからの大規模な襲撃を受けている旨の通信を最後に消息不明となる。
テレビ版『マクロスF』では実際には小惑星帯に無傷の状態で潜んでおり、グレイス・オコナーと船団幹部はバジュラを利用して全人類を支配しようと暗躍していた。それによってバトル級21番艦「バトル・ギャラクシー」とその艦載機がフロンティア船団と交戦するが、敗北し計画は失敗する。また全人類の支配と隷属を目的とした船団幹部の陰謀は、S.M.Sにより地球の新統合政府にも通報される。バジュラ戦役後の経緯については物語中では語られていないが、総監督の河森正治によればギャラクシー船団幹部は健在で、「とりあえずはバジュラを利用されるのは阻止できた」段階と語っている。
『劇場版 マクロスF』では実際にバジュラの攻撃を受けて壊滅する。その後、船団幹部の本体を収めた装置と工作員が難民船とともにフロンティア船団に紛れ込み、バトル・フロンティアのコントロールを奪い、バトル・フロンティアをバジュラクイーンと融合させる。しかし、支配を脱したブレラ・スターンの手により船団幹部は打倒される。

### マクロス・ギャラクシー
メインランド
マクロス・ギャラクシー移民船団総旗艦で、船団幹部の意識集合体が置かれている都市型移民居住艦。『マクロスF』第7話以降のカットでは従来の新マクロス級居住艦とは異なる外観がみられる。
BATTLE21/MF21-01 バトル・ギャラクシー
メインランド先端にドッキングするバトル級21番艦。ギャラクシー移民船団護衛艦隊の総旗艦・総司令部である。メインランドと同じ赤紫の艦体色が特徴。基本構造はバトル・フロンティアと共通しているが、艦橋や武装に独自の改造が施されている。VF-27 ルシファーを主力艦載機とし、ゴーストV9など艦載機の高速射出システムのほか、立体映像投影装置を備えている。
テレビ版『マクロスF』ではバジュラ本星におけるマクロス・フロンティア船団との戦闘に投入され、ランカ・リーの巨大な映像で自身の姿を隠した状態で出現するが、民間軍事プロバイダS.M.Sのマクロス・クォーターによりその正体を看破される。VB-6 ケーニッヒモンスターの砲撃でブリッジのセンサーを破壊され、マクロス・クォーターのマクロス・アタックで主砲マクロス・キャノンを失い、最後はバトル・フロンティアのマクロスアタックで撃沈される。『劇場版 マクロスF』には登場しない。

### その他の構成（ギャラクシー船団）
ギャラクシー船団の艦名にはデネブ・カイトスやデネブ・ダルフィムなど、デネブを冠する恒星名が付いている。
デネブ級宇宙戦艦
カイトスほか。
双胴型宇宙空母
ダルフィムほか。
リビエラ級海洋艦 エヴナ
『マクロス・ザ・ライド』に登場。ホログラフと科学技術によって人工の海と砂浜が再現されている観光用のリゾート艦。2058年には銀河最大のバルキリー・レース「バンキッシュ」の星天カップが開催される。

## マクロス23船団
惑星エデンから出発した船団。 『劇場版マクロスF 恋離飛翼 〜サヨナラノツバサ〜』では青い船体色が施され、BASTER-L（左脚部）に「23」と書かれたマクロス・クォーター級が登場し、船体ナンバーからマクロス23船団所属艦とされている。

## マクロス・フロンティア船団
新マクロス級としては25番目となる、第55次超長距離移民船団。
2041年に地球を出発し、銀河系中心方面に向かっている。2059年3月、射手座スパイラルアーム内ビオス星系を航行中、宇宙生物バジュラの襲撃を受け戦争状態に陥る。
フロンティア船団を含む第5世代型移民船団の特徴は、最小限の補給で長距離の航海を可能にするため閉鎖系バイオプラント（人工生態系システム）を採用している点である。大型都市船の後方に複数の環境艦を連結して一体の循環系を構成し、大気・水・有機物などが無駄なく完全循環するよう設計されている。この群島のような構造から従来の新マクロス級移民船と区別して「アイランド・クラスター級移民船」とも称される。環境バランスは一定に保たれているが、戦闘などの外的要因に弱いという構造的欠陥もあり、バランスが崩れると統制モードの発令によって市民生活に制限を加えることがある。
ギャラクシー船団とは対照的にフロンティア船団社会は行き過ぎた市場原理の導入や科学進歩を法律で規制することで雇用を創出する環境重視思考で、医療目的以外ではインプラント化を禁止している。また、ゼントラーディ人のマイクローン化が一般化している時代において例外的に巨人サイズでの共存を認め、巨人文化（メガ・カルチャー）の創出をうながすといったリベラルな姿勢をとっている。成人年齢は17歳。言語は英語をベースに日本語、中国語が混ざったものを共通語として使っている。船団の総人口は1000万人に達しているが、将来的に1億人程度までの増加を見越したキャパシティーがある。
行政機構は上・下院議会の上に大統領を元首に戴く「議会制民主主義／大統領制」である。大統領は三権と軍部（フロンティア移民船団護衛艦隊）に優越する統治権をもち、地球の新統合政府から派遣される首席補佐官が監査役を務める。テレビ版では第4代大統領ハワード・グラスがバジュラ戦役の最中に暗殺され、その首謀者である首席補佐官レオン・三島が第5代大統領に就任する（のちに告発され、失脚）。劇場版ではグラス大統領、三島首席補佐官ともにギャラクシー船団の工作員により殺害される。
船団の運営には、陰ながら船団の財政支援者である星間運輸企業オーナー、リチャード・ビルラーの影響力も大きい。
移民船団護衛艦隊自身も組織の硬直化やゴーストによる戦術のオートメーション化により士気や錬度が低下しており、ビルラー傘下の民間軍事プロバイダS.M.Sや、それに技術支援を多大に行っているL.A.I社の役割が増している。
テレビ版・劇場版ともに、バジュラよりバジュラ本星を譲り受けて入植する。

### マクロス・フロンティア
巨大都市型移民居住艦とバトル級空母の構造、およびドッキング方式は従来の新マクロス級と同じだが、全体的に大型化している。随伴する居住艦、農業リゾート艦、工業艦などは円筒形型のドーム構造に統一され、アイランド1を中心にV字型に連続して接続されている（これらの艦は「アイランド+数字」で呼称される）。また、アイランド1の左舷側部にはS.M.Sが所有している可変ステルス攻撃宇宙空母マクロス・クォーターが停泊している。

#### アイランド1
船団住民の半数にあたる約500万人が生活する巨大都市型移民居住艦。天窓式のドームに開閉式の防護シェルを持つ構成は従来の新マクロス級と同様だが、その全長は約15キロメートルと従来艦の約2.5倍に相当する。地上面からドーム最上部までの高さは約2,000メートル。構造材を軽量化するため、艦内の人工重力は0.75Gに設定されている。
地表の居住区には港湾部・市街地・丘陵地帯などがあり、地下には歓楽街や物資備蓄スペース、避難シェルター、さらにその下には動力部や環境・重力維持のための装置が備えられている。マクロス7シティ艦のメモリアルパークと同じく、アイランド1地表部には2000年代初頭の地球社会が再現されており、各エリアには民族構成を反映した町並みが作られている。心理的な圧迫感を和らげるテーマパーク的な意味があり、景観を新鮮に保つためブロックごとに定期的に建物の入れ替えを行っている。地表部に住めるのは船団運営に関わる行政・軍・宇宙航行・生態系管理などの関係者で、市民の大多数は地下の居住区で生活している。透明ドームの内面にはチューブ式リニアモーター鉄道網が走り、フロンティア・メトロ（FMR）が各艦を結ぶ主要な移動手段となっている。
『マクロスF』アニメ本編（テレビ版・劇場版）および漫画・小説などの関連作品には以下のような場所が登場する。〈〉内はモチーフにされた、かつて地球上に存在した場所や施設である。
地区（エリア）
渋谷エリア東京の渋谷を再現した繁華街。ファッションビル119〈109〉など若者に人気の商業施設が立ち並ぶ。
サンフランシスコエリア渋谷エリアに隣接する繁華街。アメリカのサンフランシスコの街並みを再現しており、長い坂道にはレトロなケーブルカー〈サンフランシスコ市営鉄道〉が走っている。港湾部にはスターゲートブリッジ〈ゴールデンゲートブリッジ〉や、〈フィッシャーマンズワーフ〉などの観光スポットがある。閑静な住宅街にはオズマ・リー、ランカ・リー兄妹の住むアパートや、シェリル・ノームと早乙女アルトが暮らすことになるマンションがある。
山の手エリアアイランド1の中央付近のエリア。芸術家や政府関係者の邸宅がある高級住宅街で、アルトの実家である早乙女一門の屋敷がある。
千束エリア小説版に登場する、東京の千束をモデルにした下町。アルトが独居する安アパートがある。
北京エリア渋谷エリアを挟んで、サンフランシスコエリアの反対側に位置する。中国の北京を再現しており、緑豊かな天空門広場〈天安門広場〉がある。
上海エリア港を挟んで北京エリアと隣接する地区。
横浜エリア劇場版『イツワリノウタヒメ』でシェリルのリベンジライブが行われるウォータフロント地区。横浜がモデル。
台湾島アイランド1の湾内に浮かぶ島。

商業施設
娘々（ニャンニャン）アイランド1支店ランカと松浦ナナセがアルバイトをしている中華料理店。渋谷エリアのパールセンター開拓ロード〈阿佐谷パールセンター〉にある。人気メニューは「まぐろ饅」や「銀河ラーメン」。
シルバームーン美星学園の近くにあるオープンカフェ。学園の生徒が頻繁に利用している。ランカのファンクラブが仲間内で結成される場所でもある。
ファミリーマート各移民船団に展開しているコンビニエンスストア。モデルは現実に存在する〈ファミリーマート〉で、タイアップ企画として劇場版『イツワリノウタヒメ』に登場する。実店舗と同様のデザインで、店内ではランカの歌うCMソング「ファミリーマート・コスモス」が流れる。
深・秋葉原（ディープ・アキバ）秋葉原を再現した地下電気街。渋谷エリア下の、一般居住区よりもさらに深層にある。劇場版『イツワリノウタヒメ』ではランカが「ダイナム超合金」のプロモーション活動を行う。『マクロスFB7 銀河流魂 オレノウタヲキケ！』では、オズマ・リーとボビー・マルゴがVHSのビデオデッキを購入する場所として登場する。
深（ディープ）・歌舞伎町歌舞伎町を再現した地下繁華街。設定のみ。

教育機関
美星学園（みほしがくえん）フロンティアに存在する学校法人のひとつ。アルトらが通う高等部のほか、初等部・中等部がある。伝統文化の継承や専門技能者の養成を目的に、総合技術科、情報科、航宙科、芸能科、美術科など全8コースの専門学科がある。完全単位制で教育機関としてのレベルは船団内でもトップクラス。転入試験は実技も試される難関となっている。校則は比較的緩やかで、髪型や制服の着方、自主留年までもが自由とされている。マクロスを模した校舎の屋上には航宙科が使用するカタパルトが設置されているほか、VF-1A バルキリーの実機がシンボルとして飾られている。校門のモデルは〈カリフォルニア大学バークレー校のサザー・ゲート（Sather Gate）〉。なお、設定においてはTRAITコース（旧芸能コース）や体育コースがある〈堀越高等学校〉をモチーフにしている。
聖マリア学園ランカが美星学園転入以前に通っていた有名な「お嬢様学校」。ランカはミス・マクロスコンテストに出場した際、停学処分にされる。

公共施設
グリフィスパークの丘美星学園の近くの高台にある公園。市街を展望でき、丘の上には天文台〈Griffith Observatory〉や記念碑がある。
展望桟橋アイランド1左舷に張り出した構造物で、天窓から宇宙空間を眺めることができる。先端の公園には噴水やオブジェがあり、デートスポットとして人気がある。その横のドッキングポートにはマクロス・クォーターが停泊している。
スカイラウンジ透明ドーム頂上のチューブライナー連絡駅にある展望台。アイランド1全体を一望できる大パノラマが人気。

行政・軍関連施設
フロンティア大統領府ビル国家行政機関である大統領府の庁舎。船団マークを掲げ、表面が太陽電池ガラスで覆われた高層ビル。バトル・フロンティアとは緊急用の地下通路で接続されている。
軍事病院新統合軍直轄の総合病院。医療設備が充実しており、軍関係者以外に有名人が利用することも多い。
アーリントン墓地戦死した軍関係者が埋葬される。モデルは〈アーリントン国立墓地〉 。

コンサート会場
天空門ホール天空門広場内にある多目的ホール。モデルは〈紫禁城〉。屋根に巨大な2体の竜のオブジェがある。シェリル・ノーム来艦時のコンサートや、ランカ・リーのファーストライブの会場となる。
星道館高台にあるアイランド1最大のコンサートホール。劇場版『イツワリノウタヒメ』で「シェリル・ノーム ザ・フロンティアコンサート」が行われる。
コンサート船横浜エリアの海中から浮上したコンビナート風の高層セットにホログラフスクリーンが掛かり、帆船の総帆展帆のイメージとなる。劇場版『イツワリノウタヒメ』でシェリルのリベンジライブが行われる。
教会ステージ教会風のセットの周りに、錬金術の実験施設をイメージした試験管やフラスコのオブジェが配置される。劇場版『サヨナラノツバサ』でシェリルがライブを行い、バジュラ母星の決戦ではフォールドウェーブアンプが設置され、シェリルとランカがデュエットする。
アトランティスドーム『サヨナラノツバサ』においてランカのファーストライブが行われる開放型ドーム会場。飛び出す絵本のようにお伽話ふうのセットが次々と転換する。

#### 環境艦
アイランド1に多数接続される小型艦を環境艦と呼ぶ。全長8,000メートル・直径3,000メートルの円筒形をしており、マクロス7船団のシティ7が全長6.2キロメートルということを考慮すれば十分巨大である。アイランド1と同じく地表部と地下部に分かれており、上部の天窓は緊急時にはシャッター式の装甲で覆われる。
環境艦は単独でもバイオプラントとして機能するが、連絡シャフトを通じてアイランド1や他の環境艦と資源を循環することで効率を高めている。従来（マクロス7など）は役割に応じて個性的な艦が随行していたが、それに代わるものであり、見た目はどれも同一ながら艦内はその役割に応じてさまざまである。アイランド1の後方に2列縦隊で連結されており、本編映像では1列15艦（2列30艦）以上並んでいることが確認できる。アイランド1の面積を東京の山手線内に例えると、アイランド群は神奈川県の三浦半島まで広がっていることになる。
環境艦が損傷し復旧が困難な場合、またはその他緊急時には住民や利用可能な資源を移動したうえで、個別に放棄や凍結などの管理が可能である。ただし、一定数以上放棄すると環境バランスが崩れ、アイランド1の環境維持も困難になる。戦闘の激化とともに環境艦は捨て駒とされ、バジュラ本星降下作戦時にはアイランド1を守る盾代わりにされる。
テレビ版・劇場版および関連作品には以下の艦が登場する。
アイランド3
作中でもっとも多く登場する農業プラント艦。美しい自然環境が維持されており観光名所としても知られる。海に浮かぶ人工島は南洋の楽園を再現しており、映画『BIRD HUMAN -鳥の人-』の撮影地となる。アイランド3内ではゼントラーディ人が巨人サイズで暮らすことが認められており、農業や酪農に従事している。海岸線にあるゼントラーディモール「フォルモ」は巨人とマイクローンが共存できるよう施設が工夫されている。地下には極秘にバジュラの研究を進める政府直轄の異星生物研究所がある。
アイランド4
劇場版『イツワリノウタヒメ』と『サヨナラノツバサ』のあいだに位置する時期を描いた喜久屋めがねの漫画『マクロスFF』に登場。政府の研究施設を中心とした環境艦。数年前に爆破テロ事件があり、未発見の不発弾が残っているため住民が避難し無人の艦となった。マクロス・ギャラクシーの過激派が潜伏していたが、彼らを裏で利用していたグレイス・ゴドゥヌワにより爆破される。
アイランド8
砂漠とカジノのある環境艦で、通称は「アイランド・リノ」。『マクロス・ザ・ライド』ではバルキリー・レース「バンキッシュ」の開催地。小説版『サヨナラノツバサ』ではルカ・アンジェローニのまたいとこのローザ・アドレイが住んでいる。モデルはリノ・エアレースで知られるアメリカ合衆国ネバダ州の観光都市〈リノ〉。
アイランド14
『マクロスF』第15話において、バジュラの攻撃の影響で必要な資源を移し、廃棄される。
アイランド15
『マクロスF』第15話では現状のまま凍結とされる。『マクロス・ザ・ライド』では主人公のひとり、ハクナ・青葉の住居がある艦とされる。
アイランド・アルカトラズ
もとは観光用の環境艦だったが、のちにゼントラーディも収容可能な刑務所のある艦に改造された。環境艦内部は海で、刑務所は孤島に設置されている。劇場版『サヨナラノツバサ』でシェリルが収容される。モデルはアメリカ合衆国カリフォルニア州の〈アルカトラズ島〉。

#### モデルとなった実在する場所・施設

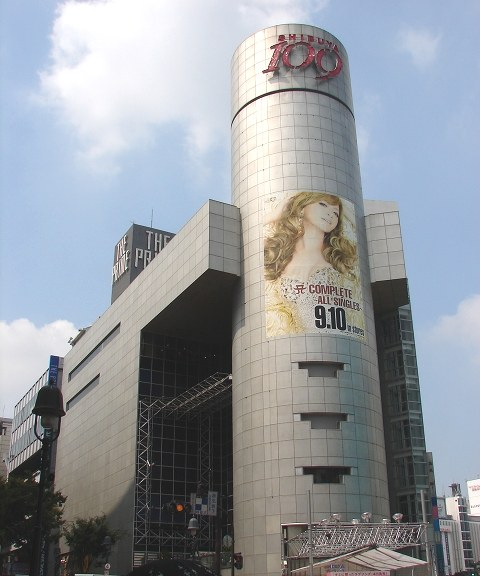
渋谷109
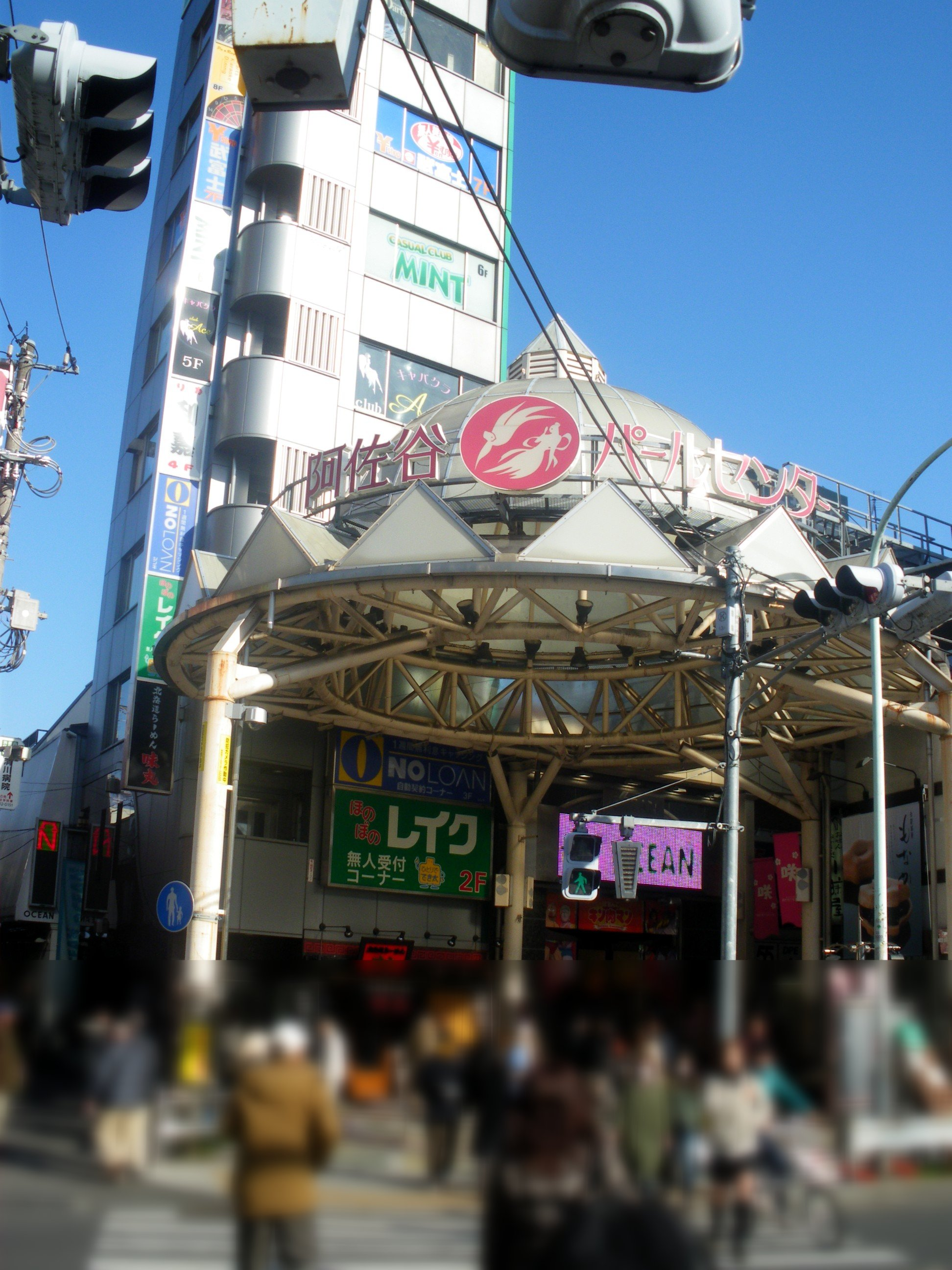
阿佐谷パールセンター入口アーケード
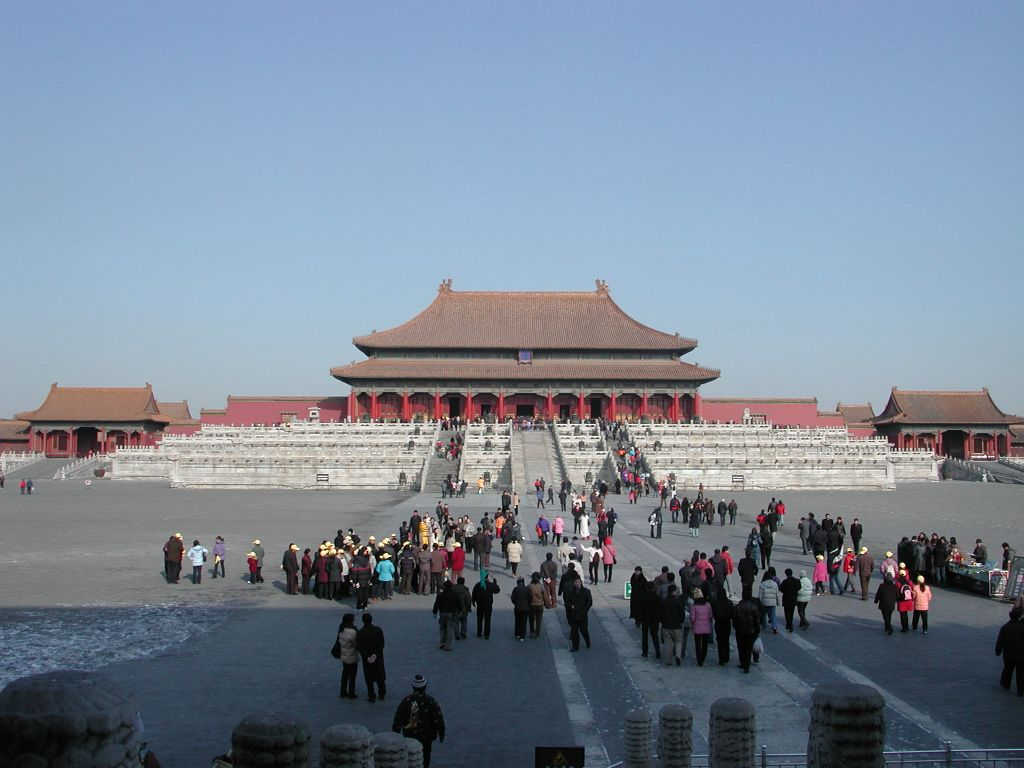
紫禁城太和殿
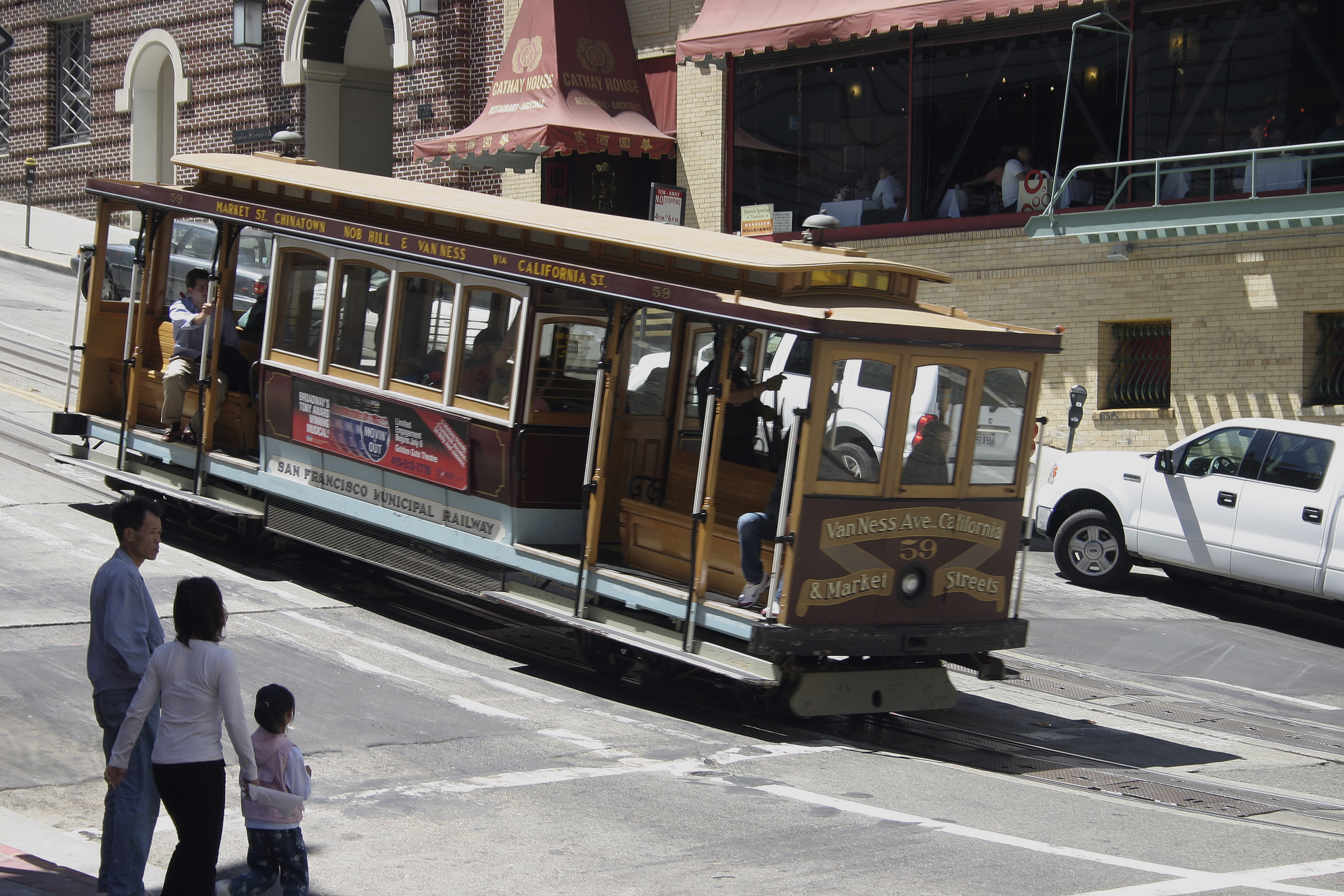
サンフランシスコのケーブルカー
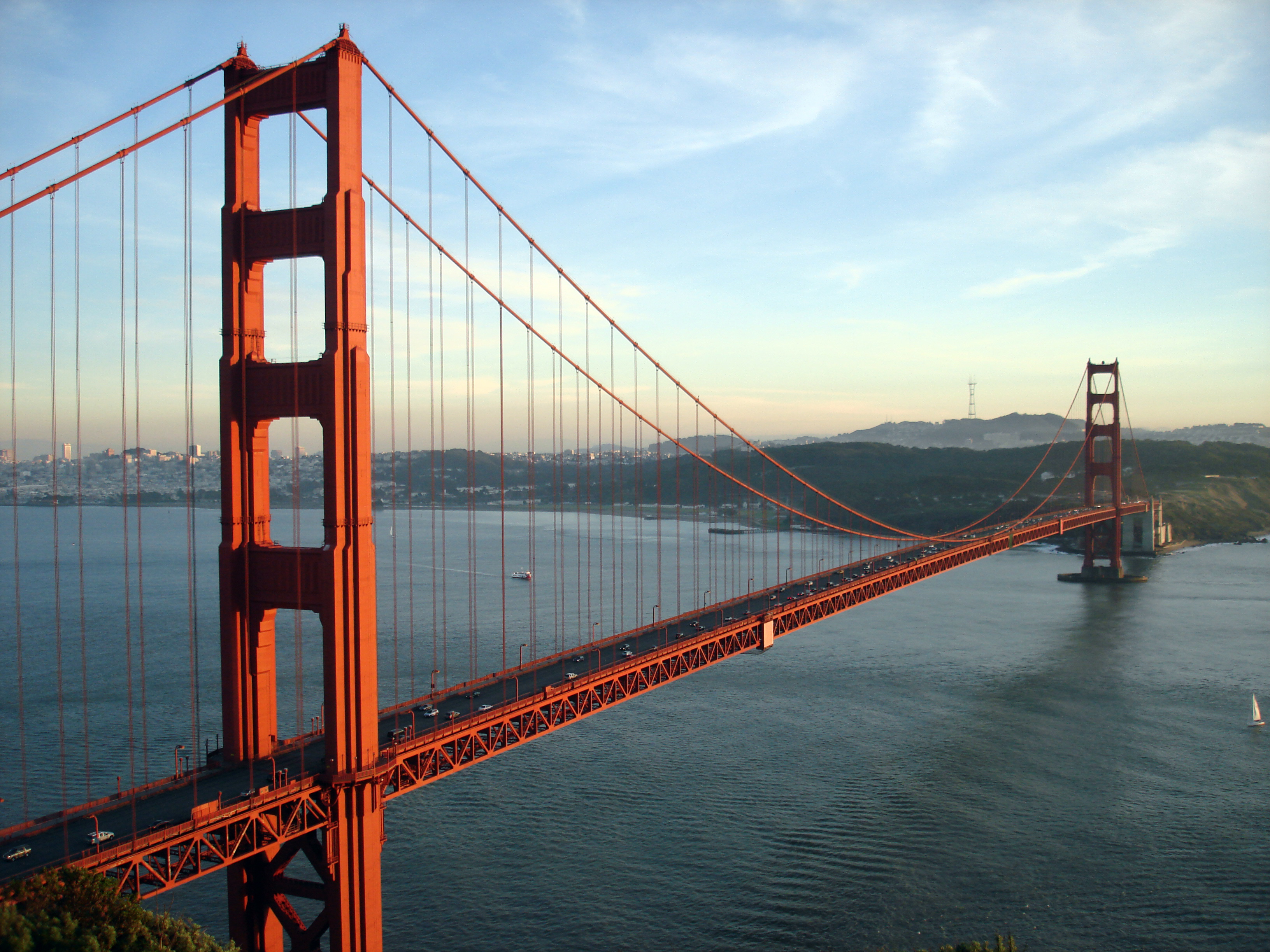
ゴールデンゲートブリッジ
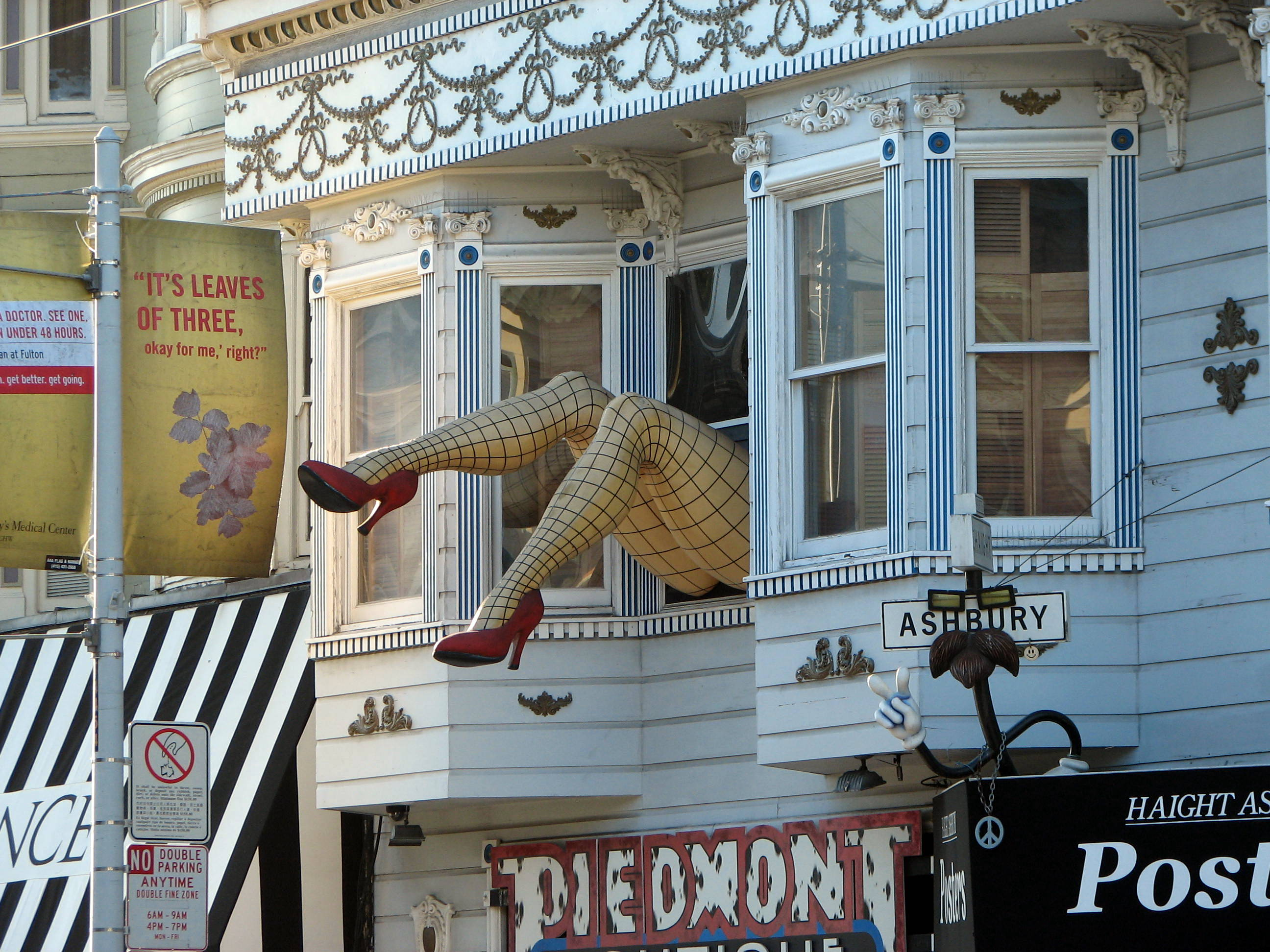
サンフランシスコのヘイト・アシュベリー通り
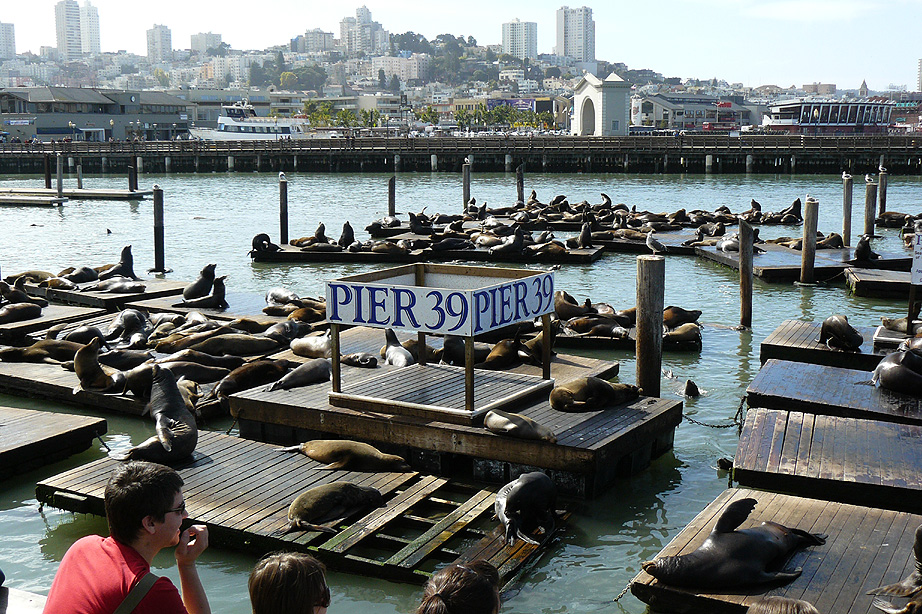
ピア39のアザラシ
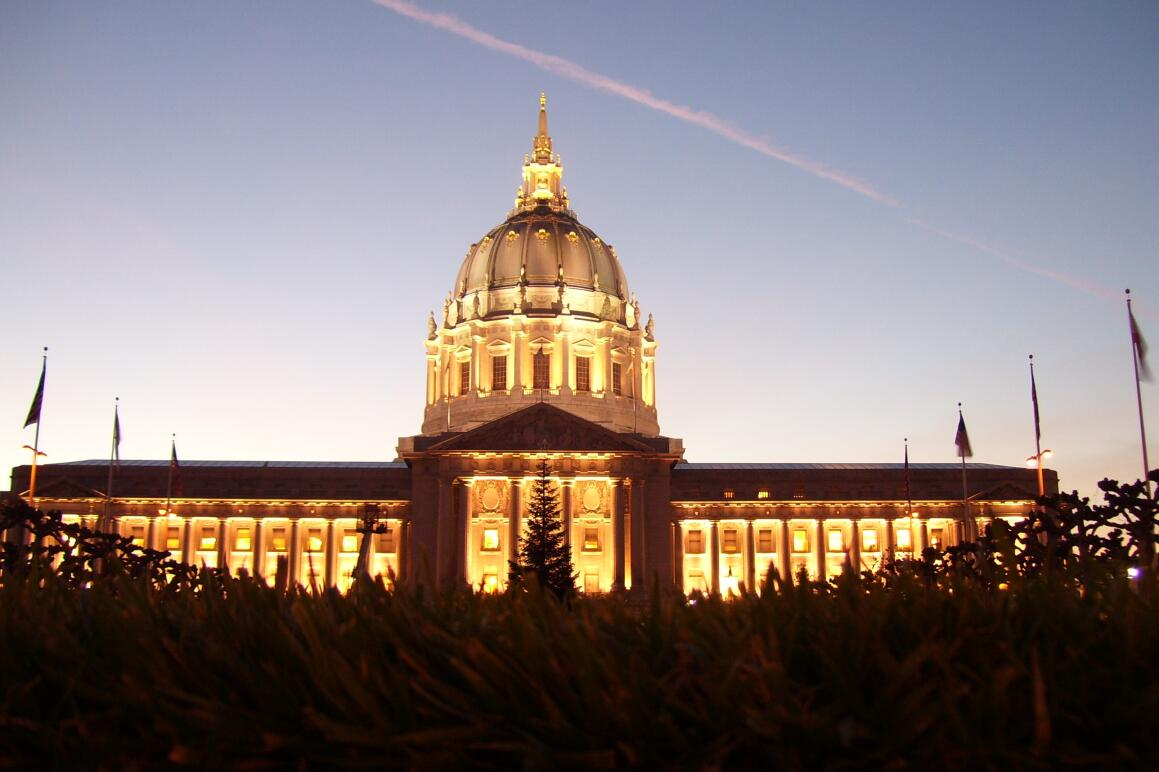
サンフランシスコ市庁舎
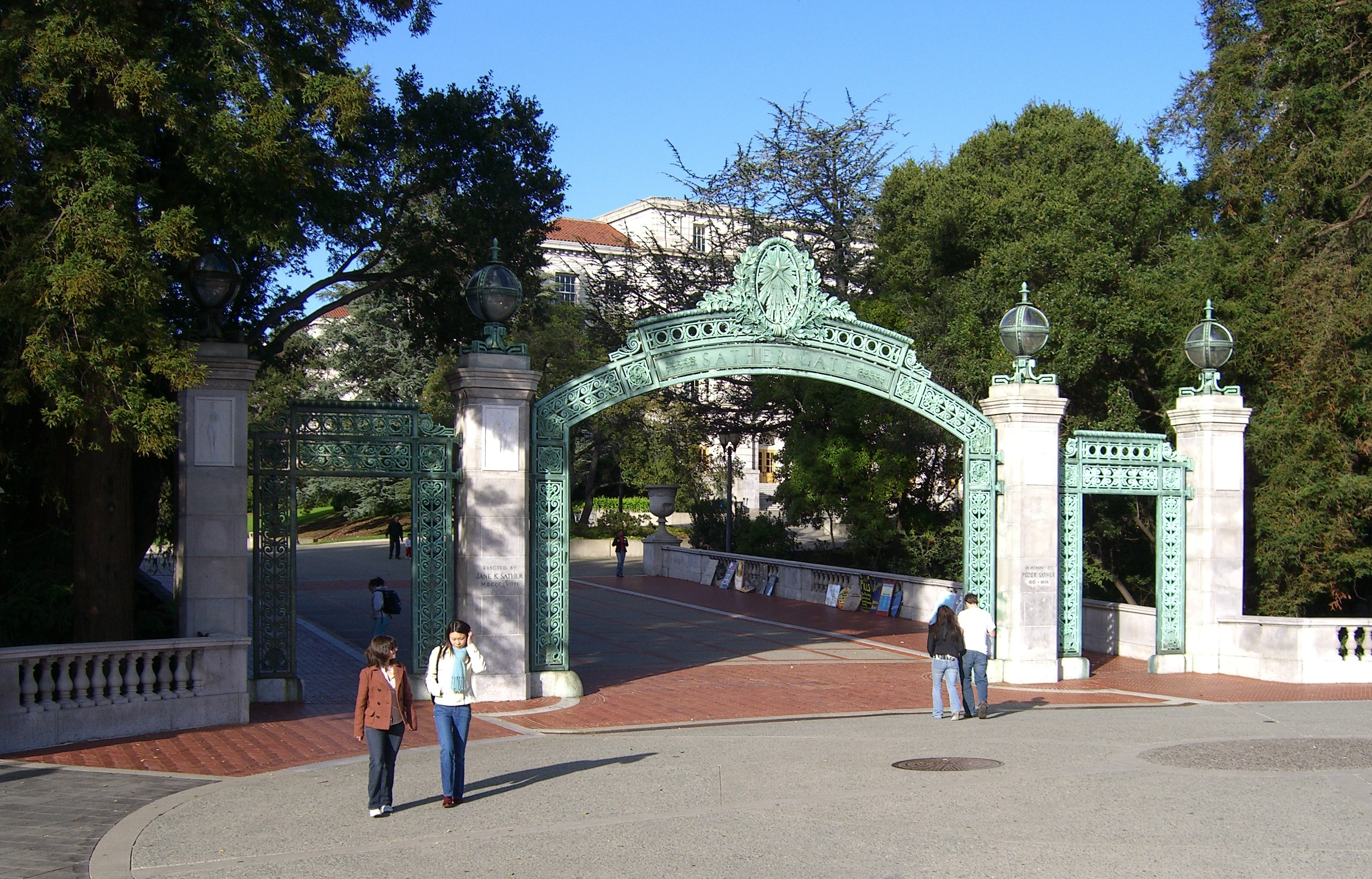
カリフォルニア大学バークレー校のサザーゲート
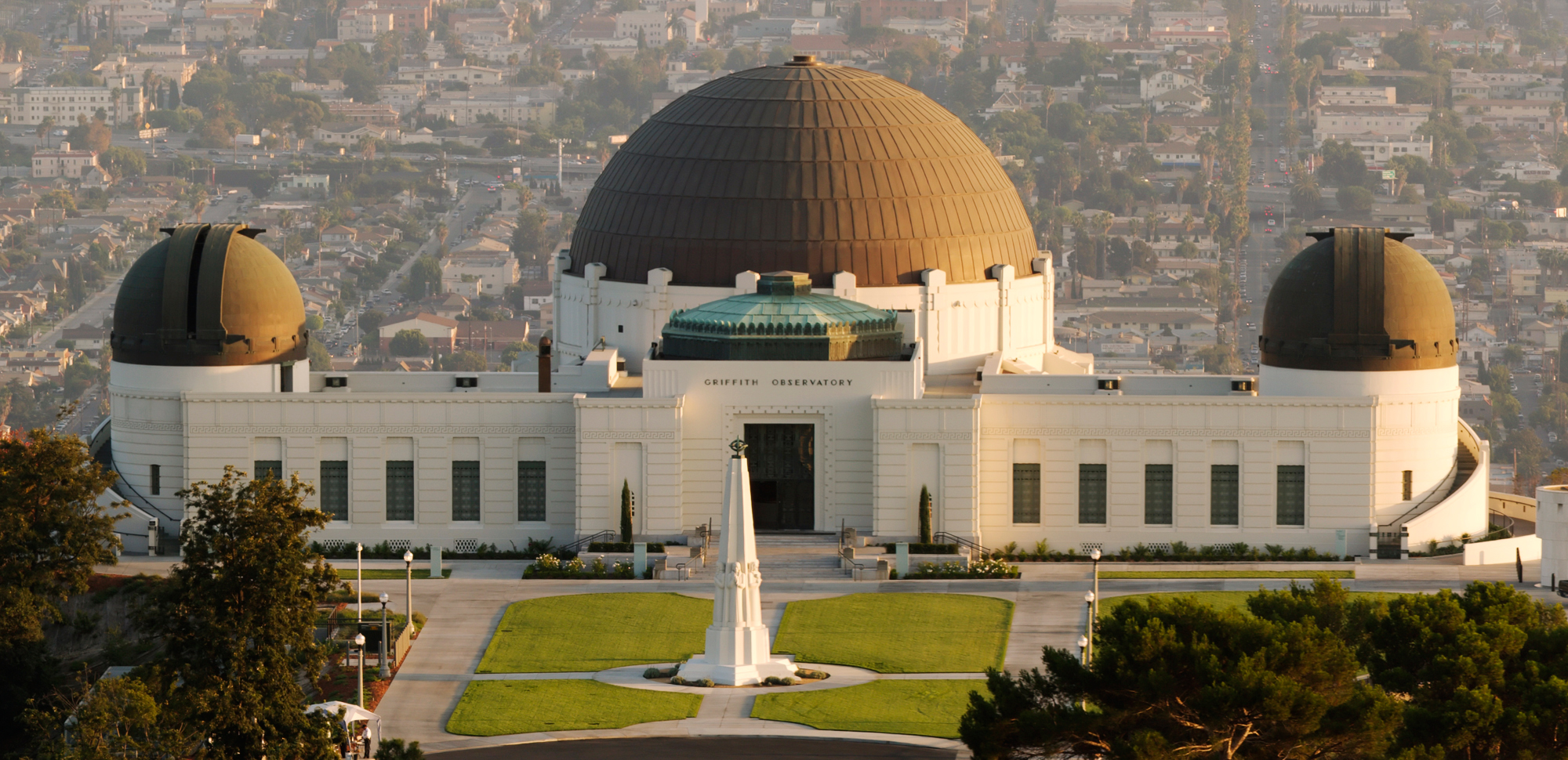
グリフィス天文台
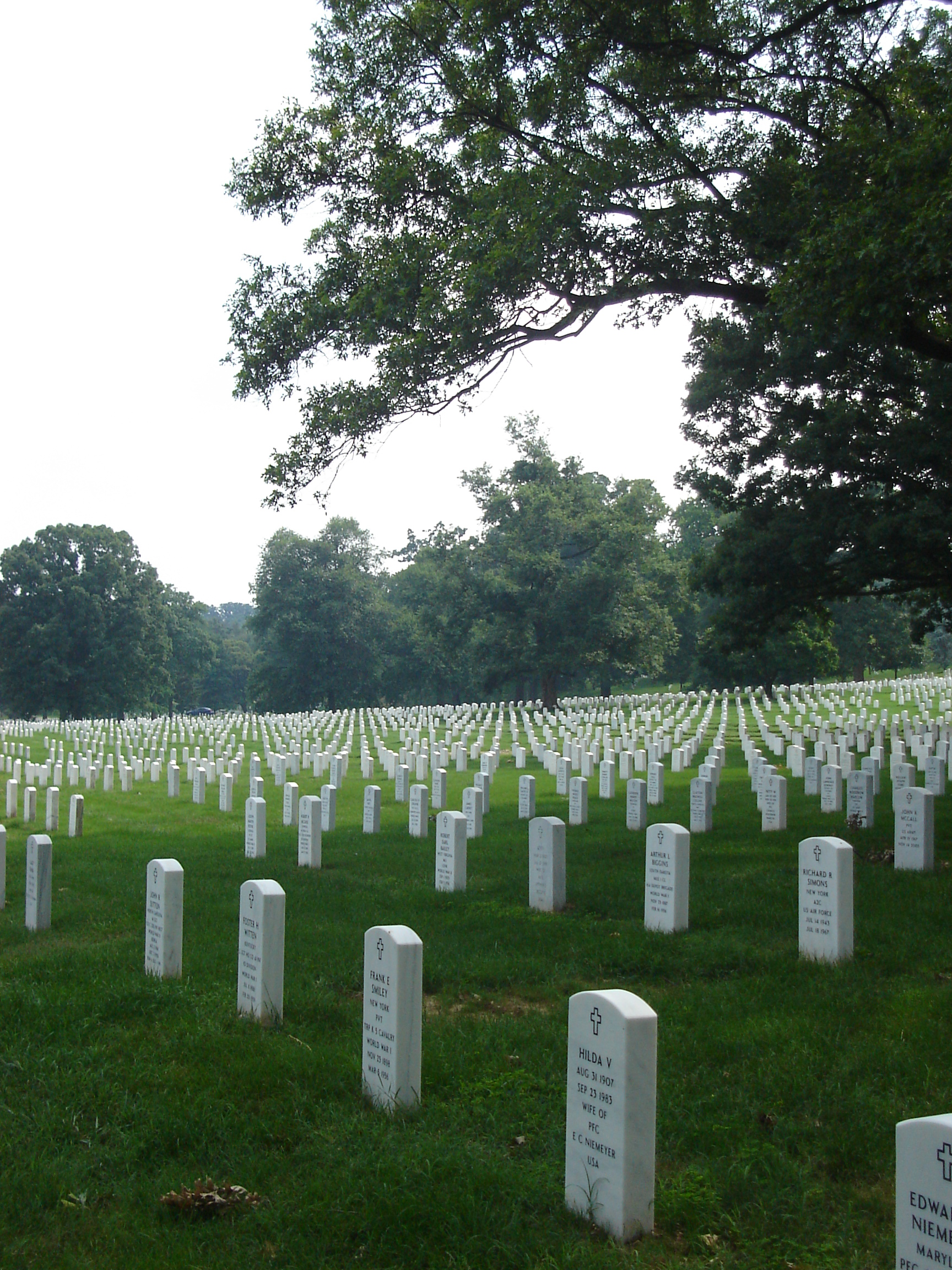
アーリントン国立墓地
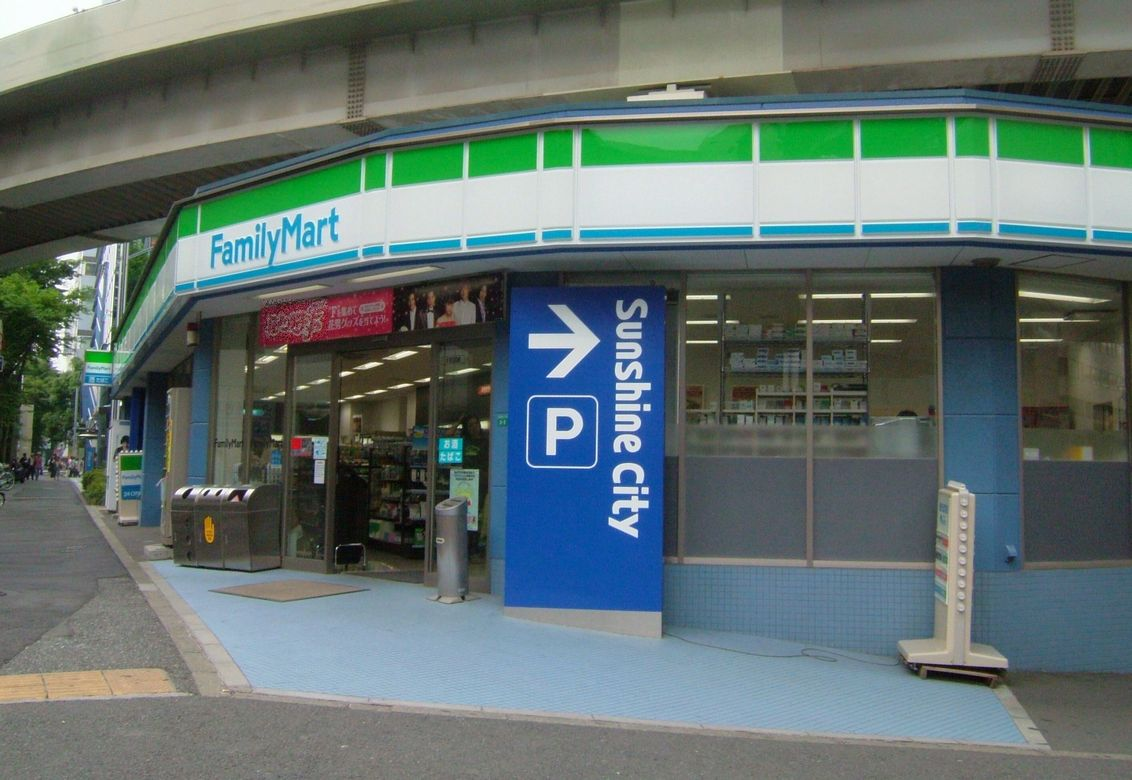
ファミリーマート
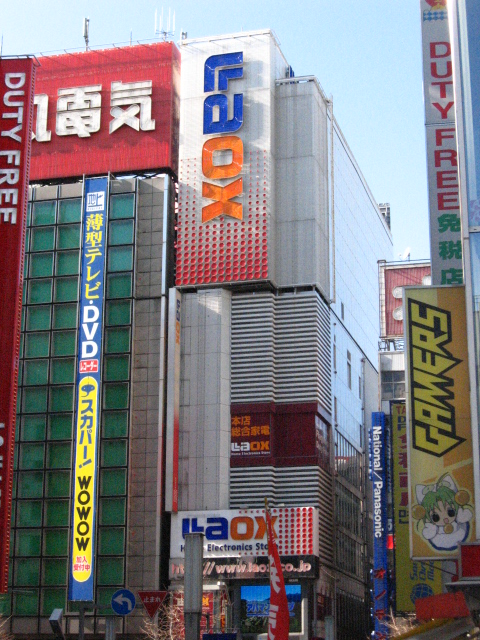
ラオックス秋葉原本店
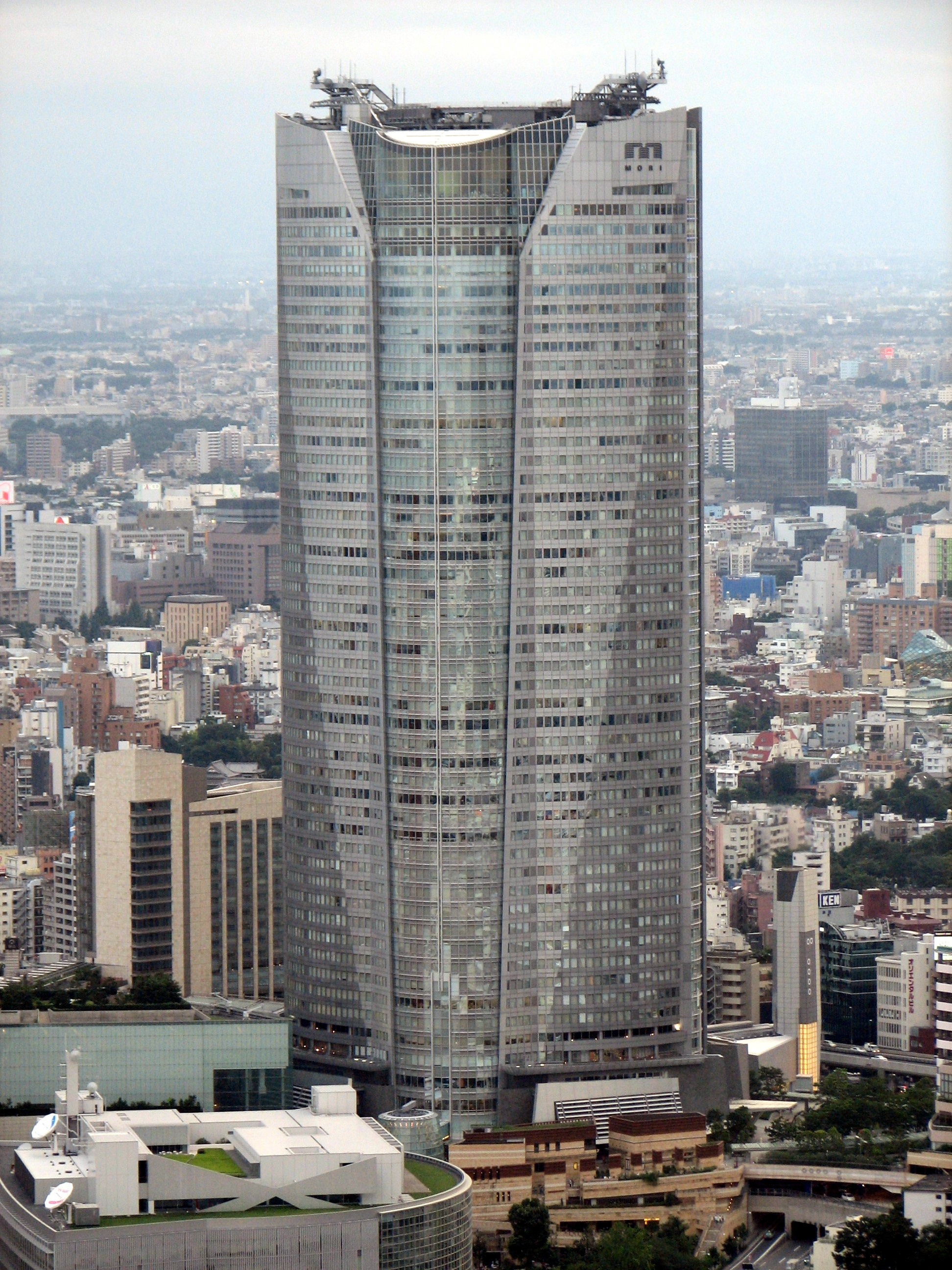
六本木ヒルズ森タワー
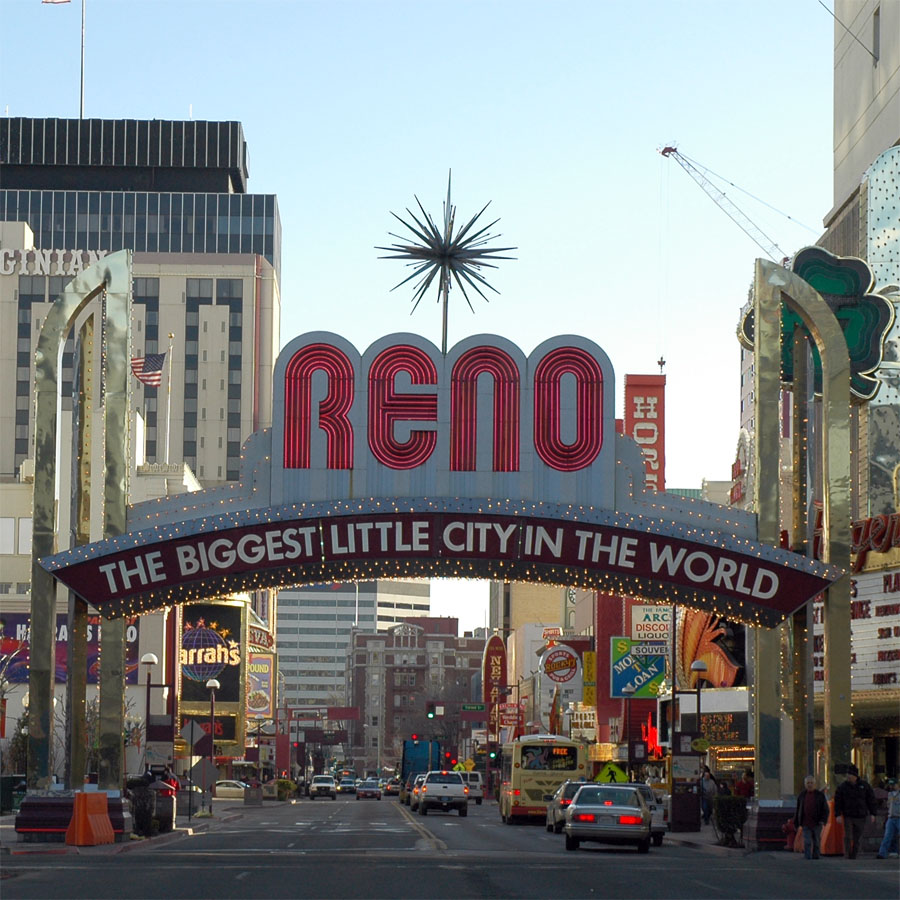
リノ
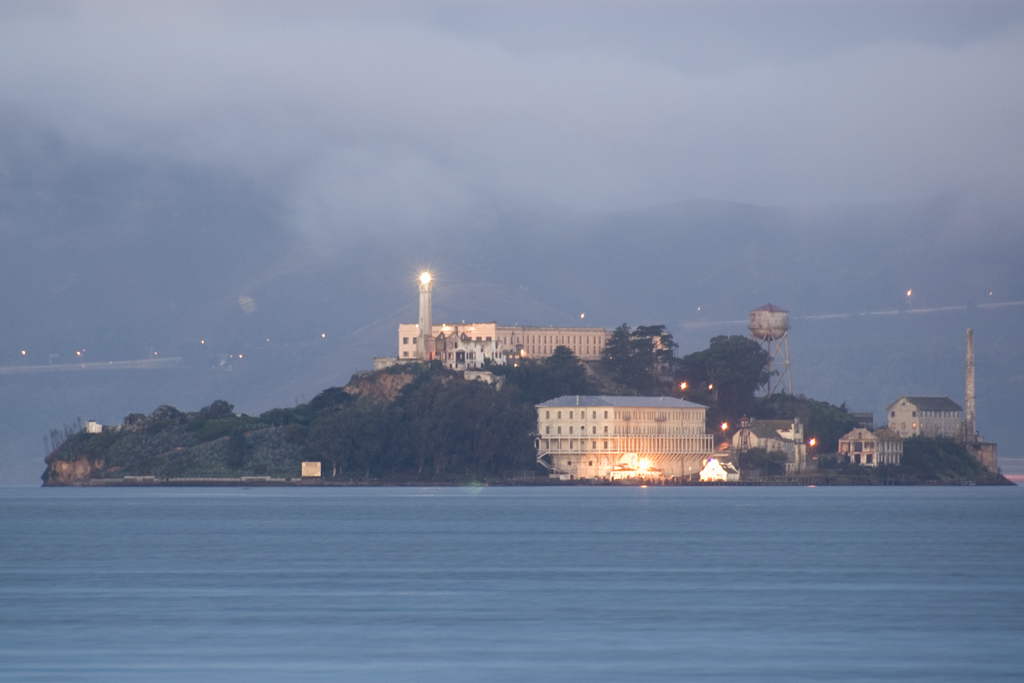
アルカトラズ島

#### BATTLE25/MF25-01 バトル・フロンティア
フロンティア船団護衛艦隊を統轄する総旗艦・総司令部で、バトル級25番艦である。巡航時はアイランド1の先端にドッキングしている。船体各所に25のマーキングがあり、司令室の球形のホログラムスクリーンには「バトル25」と表示されているが、作中では船団名同様「バトル・フロンティア」と呼ばれる。全長1,681メートル、全幅521メートル、全備重量16,550,000トン。従来のバトル級より全長が200メートルほど伸び、重量は2倍以上に増している。これはバトル・ギャラクシーも同様。
艦体は6隻の戦闘艦が組み合わさる構造となっており、指揮空母1隻（胴体）、空母2隻（両腕）、突撃戦艦2隻（両脚）、重砲撃艦1隻（主砲）に分離後も各個が独立展開し、フォールド航行も可能である。指揮空母のブリッジには球形のホログラムスクリーンを使う巨大な戦闘指揮所があり、有事の際は臨時に政府機能が置かれる。
従来艦と同様にトランスフォーメーション機能を持つが、空母形態のままでも主砲マクロスキャノンの使用が可能である。変形シークエンスや強攻型での主砲マクロスキャノンの発射体制はバトル7とほぼ同じで、強攻型（人型形態）に変形後はマクロスアタックで格闘戦をすることができる。
テレビ版ではバジュラ戦役が終結して以降も健在であるが、『サヨナラノツバサ』ではギャラクシー船団幹部に戦闘指揮所を乗っ取られてバジュラクイーンと融合させられ「クイーン・フロンティア」となり、援軍に駆けつけた他船団所属マクロス・クォーター級の主砲マクロス・キャノンが直撃するまえに、早乙女アルトとともにどこかへとフォールドする。

### その他の構成（フロンティア船団）
艦名が判明している艦艇を以下に示す。
グァンタナモ級宇宙空母
CV/ARMD-362 舞鶴、CV/ARMD-365 室蘭、CVR-693 ベロー・ウッド、CVR-663 加賀ほか。
ウラガ級護衛宇宙空母
CV-404 浦賀、CVS-707 ヴェラ・ガルフ、CVS-761 ヴァンデ・グリフト、CVS-670 洛陽、CVS-720 ファーリオンほか。
ノーザンプトン級ステルスフリゲート
FFM-805 グレンデイル、FFM-860 天城、FFM-795 センチュリー、FFM-865 ブルー・ホエール、アーク・ブルーム、スターラインほか。
ステルスクルーザー宇宙巡洋艦
暁ほか。
マクロス・クォーター
S.M.Sフロンティア船団支部の旗艦である可変ステルス攻撃宇宙空母。
テレビ版ではレオン・三島がハワード・グラスを暗殺して大統領になった際にフロンティア船団護衛艦隊への編入を拒み、船団を離脱する。のちに三島とギャラクシー上層部の悪事を暴き、フロンティア船団護衛艦隊とともにバジュラ本星決戦に参加する。
劇場版では、シェリル救出作戦後にフロンティア船団より離反し、上層部の対バジュラ反攻作戦と称した侵略行為を阻止すべく、新統合政府に通報し、バジュラ本星決戦に参加する。

## マクロス・ツーナイン船団
『マクロス ザ・ミュージカルチャー』の舞台になっている船団。「マクロス30周年プロジェクト」の公式サイト内にも設定がある。
地球発の新マクロス級として29番目の超長距離移民船団。
恒星重力波の影響で居住区が大きく損傷するも市民の手で復旧されつつあるとされる。またフォールドエネルギーを節約するために交流を近距離宙域を航行している船団のみに限っている。ゼントラーディ人の巨人化は認められておらず、地球人と同じマイクローンサイズで生活している。
当初は戦いに疲れた他の移民船団に住まう人々が集うオアシスとして存在していた。一方で「武力を持つから争いに巻き込まれる」という極端な思想下で非戦主義を標榜して貫いてきており、バルキリーや護衛艦隊などのいっさいの武力を放棄した非武装中立船団でもあった。それゆえ武力を背景にした一方的で不利な外交交渉を押しつける他船団の圧力により経済状態は悪化していく。
2062年に出航30周年を迎える。このときのツーナインシティの市長はセルジュ・コーバン＝グラス。このほか、アイランド・シティ、イケブクロ・シティ、アイランド・オーサカなどの地区がある。
2063年12月13日に、節約しながら蓄積してきたフォールドエネルギーを消費し、長距離フォールドを行う。

## アイランド・ジャックポット
『マクロスΔ』に登場する、惑星ラグナのバレッタシティに係留された移民船。ラグナへの入植時の時点では、防護シェルのない初期の艦型で、マクロス7同様に複数の環境艦を引き連れていた。
2067年の時点ではアイランド船のみで沖合に停泊しており、バトル級は存在せず、港や陸地にある都市部との連絡橋が設置されている。陸地内陸にはケイオス・ラグナ支部の拠点である800ｍ級マクロス型戦艦マクロス・エリシオンが係留されている。

## 非公式設定の船団
以下はソフトバンククリエイティブ（現・SBクリエイティブ）より出版されている「ヴァリアブルファイター・マスターファイル」シリーズに記載されている船団である。同書籍シリーズの内容はいずれも「公式設定」ではないと明記されている。ここでは「マクロス・○○」と名付けられているものの「新マクロス級」とは明記されていない船団についても述べる。

### マクロス・オリンピア船団
『ヴァリアブルファイター・マスターファイル VF-25 メサイア 新たなる救世主』で扱われている船団。作品世界内の2065年、同書籍がマクロス放送出版オリンピア船団支部より刊行される。
マクロス・ギャラクシー船団、マクロス・フロンティア船団とともに銀河の中心を目指して航行する超長距離移民船団。位置関係はフロンティア船団の後方約500光年を同一線上で追うかたちとなっている（2056年12月時点）。
2053年に、新統合政府はバジュラの棲息域へと向かっているフロンティア、オリンピア、ギャラクシーの3船団に対して、YF-24 エボリューション関連の技術を供与することを決定し、「トライアングル計画」と呼ばれる新型可変戦闘機開発計画が着手される。フロンティア船団にYF-25、オリンピア船団にYF-26、ギャラクシー船団にYF-27の開発ナンバーが与えられるが、オリンピア船団は対バジュラ機体の開発よりも、プロトカルチャー遺跡由来のオーバーテクノロジーを研究することに関心を示していたとされ、YF-26の開発を打ち切り、フロンティア船団とYF-25の共同開発を行う。
2054年にはM28球状星団内のガイノス恒星系で惑星ガイノス3を発見し、資源補充や地球との連絡中継点とすることを目的として10年ほどのテラフォーミングを伴う開拓が行われて入植する。また惑星の防衛にVF-25が導入される。
2058年を舞台とする小説『マクロス・ザ・ライド』ではフロンティア船団、ギャラクシー船団と同様にバンキッシュ・レースが行われており、グレン・エッケナーがチャンプとなる。
2064年、「ヴァリアブルファイター・マスターファイル VF-25 メサイア」内の記事「ソードダンサー」の筆者がVF-25飛行隊の教導のため派遣されたS.M.Sパイロット、上草シオン大尉（S.M.Sで用いられる偽名）にインタビューを行う。また同年には、シェリル・ノームが一時オリンピア船団を活動の拠点としている。
CVR-630 カヴール
マクロス・オリンピア船団護衛艦隊に所属するグァンタナモ級宇宙空母。艦載機としてVF-25が配備されており、SV-522 スタンピードサンダースなどの飛行隊が編成されている。
マクロス・ワンサード
S.M.Sオリンピア船団支部の旗艦。S.M.S各支部から選りすぐられたエースで構成される教導隊「バニッシャーズ」がある。

### マクロス・ヴァリエント船団
『ヴァリアブルファイター・マスターファイル VF-25 メサイア 新たなる救世主』内の記事「ロスト・チルドレン」（96 - 101頁）に登場する船団。
第46次長距離移民船団。旗艦マクロス・ヴァリエントを含むメインアイランドを筆頭に、工場艦や環境艦、護衛艦隊など、およそ900隻の艦で構成される。
出発から約20年後の2061年9月、銀河系ペルセウス腕を銀河外周に沿って航行しているところ、前方約400万キロメートルの位置に、ゼントラーディ軍基幹艦隊の島艦隊の存在を確認する。当時の大統領ラザラス・ハイデンは72時間後のフォールドを決定する。同時に惑星メガーラを母港とする特務艦CV-455バルバロッサが基幹艦隊の航路情報を調査・把握するために派遣される。バルバロッサの調査結果に基づいて、9月13日正午にフォールドが実施されるが、第97環境艦セントーサが何らかのトラブルにより基幹艦隊の真っ只中にデフォールドする。安全保障上の理由から見捨てる以外にないと判断されるが、バルバロッサが独断で動き乗員乗客1200名の救出に成功し、セントーサは基幹艦隊に情報を与えることを防ぐためにMDE弾頭により消滅させられる。

### マクロス・エラント船団
『ヴァリアブルファイター・マスターファイル VF-25 メサイア 新たなる救世主』15頁に記載のある船団。
CV-415 タイコンデロガ
マクロス・エラントの防衛艦。

### マクロス・オデュッセウス船団
『ヴァリアブルファイター・マスターファイル VF-25 メサイア 新たなる救世主』54頁に記載のある船団。
CV-421 アカギ
マクロス・オデュッセウスの護衛艦。SVF-1202ファイアバーズという飛行隊がある。

### マクロス・チャレンジャー船団
『ヴァリアブルファイター・マスターファイル VF-25 メサイア 新たなる救世主』60頁に記載のある船団。2063年にAクラス居住可能惑星カーリスを発見し入植する。
CV-482 ムンティニア
マクロス・チャレンジャーの護衛艦。VF-25Cを導入したSVF-640 グレートスラッシャーズという飛行隊がある。

## 新統合軍護衛艦
移民船団を外敵から守る護衛艦隊は可変戦闘機編隊の母艦となる宇宙空母と宇宙戦艦、宇宙巡洋艦、宇宙フリゲートなどで編成され、バトル級に指揮中枢が置かれる。船団旗艦の新マクロス級移民船や非戦闘艦が最奥に位置し、その周囲に小型戦闘艦が第1次防衛ライン、中型・大型戦闘艦が第2次防衛ラインを敷く。なお、以下の護衛艦は配備先や製造時期によって細部が若干異なる。これらは移民船団のみならず、地球や各移民惑星の防衛にも用いられている。
グァンタナモ級宇宙空母
アームド級宇宙空母の発展型。宇宙デッキを改造したアームド級と違い、純粋に戦闘艦として設計された。菱形の艦断面を持ち、4面の飛行甲板を備える。『マクロスF』では緊急発艦の際リニアカタパルトを使用している。
全長約400メートル、全備重量約9,500トン、搭載機数40 - 45機。フォールドエンジン搭載。
ウラガ級護衛宇宙空母
グァンタナモ級の上位艦として建造された2段甲板型空母。宇宙空間だけでなく大気圏内や水上でも航行可能。空母ながら巡洋艦に匹敵する攻撃力を備え、艦隊司令艦としても使用される。比較的新しい艦であるため、『マクロス7』の時代におけるマクロス7船団への配備数は少ない。
全長約550メートル、全備重量約25,000トン、搭載機数65 - 75機。フォールドエンジン搭載。
ノーザンプトン級ステルスフリゲート
移民船団にもっとも多く配備され、船団の前衛・後衛を守り、哨戒などにあたる高速艦。戦闘力強化型、偵察型、早期警戒型などバリエーションも多く、ゼントラーディ系技術で改造されたタイプも存在する。バルキリーも40機近く搭載可能で、スターゲイザー作戦のように単独でも行動でき、乗員も非常に少ない。
全長約250メートル、重量1,200トン。フォールドエンジン搭載。
ステルスクルーザー宇宙巡洋艦
『マクロスF』以降の作品に登場。新統合軍の主力艦艇。ノーザンプトン級に近いサイズながらビーム砲塔を多数装備しており、火力は大幅に向上している。

## その他の艦船
温泉旅艦
厳密には移民船団ではないが、便宜上ここに記す。小太刀右京の短編集『マクロスF フロンティア・メモリーズ』に掲載された書き下ろし短編小説「デンジャラス・ジャーニー」に登場。巨大な岩石に推進機関とフォールド機関が取り付けられているという構造。ゼントラーディの遺跡だが軍事的にも学術的にも無価値のため民間業者に売り払われている。岩石に含まれるミネラル分が冷却水に溶け出してできた温水を利用し内部に日本風の宿泊施設を設置することで、各移民船団を訪問しながら日本の温泉文化を伝える存在となっている。作中に登場するのは「熱海」という旅艦。